# Japan op de Olympische Zomerspelen 2020
Japan nam deel aan de Olympische Zomerspelen 2020 in Tokio, Japan. Japan was tijdens deze editie het gastland voor de spelen, hierdoor waren ze voor verschillende disciplines automatisch geselecteerd.

## Medailleoverzicht
| Medaille | Naam                                                        | Sport          | Onderdeel                | Datum      |
| -------- | ----------------------------------------------------------- | -------------- | ------------------------ | ---------- |
| Goud     | Naohisa Takato                                              | Judo           | -60kg (m)                | 24 juli    |
| Goud     | Yui Ohashi                                                  | Zwemmen        | 400m wisselslag (v)      | 25 juli    |
| Goud     | Yuto Horigome                                               | Skateboarden   | steet (m)                | 25 juli    |
| Goud     | Uta Abe                                                     | Judo           | -52kg (m)                | 25 juli    |
| Goud     | Hifumi Abe                                                  | Judo           | -66kg (m)                | 25 juli    |
| Goud     | Momiji Nishiya                                              | Skateboarden   | steet (v)                | 26 juli    |
| Goud     | Shohei Ono                                                  | Judo           | -73kg (m)                | 26 juli    |
| Goud     | Jun Mizutani Mima Ito                                       | Tafeltennis    | dubbelspel (x)           | 26 juli    |
| Goud     | Takanori Nagase                                             | Judo           | -81kg (m)                | 27 juli    |
| Goud     | Nationaal Japans softbalteam                                | Softbal        | vrouwen                  | 27 juli    |
| Goud     | Yui Ohashi                                                  | Zwemmen        | 200m wisselslag (v)      | 28 juli    |
| Goud     | Chizuru Arai                                                | Judo           | -70kg (v)                | 28 juli    |
| Goud     | Daiki Hashimoto                                             | Gymnastiek     | meerkamp                 | 28 juli    |
| Goud     | Shori Hamada                                                | Judo           | -78kg (v)                | 29 juli    |
| Goud     | Aaron Wolf                                                  | Judo           | -100kg (m)               | 29 juli    |
| Goud     | Akira Sone                                                  | Judo           | +78kg (v)                | 30 juli    |
| Goud     | Koki Kano Kazuyasu Minobe Satoru Uyama Masaru Yamada        | Schermen       | degen team (m)           | 30 juli    |
| Goud     | Sena Irie                                                   | Boksen         | vedergewicht (v)         | 3 augustus |
| Goud     | Daiki Hashimoto                                             | Gymnastiek     | rekstok                  | 3 augustus |
| Goud     | Sakura Yosozumi                                             | Skateboarden   | park (v)                 | 4 augustus |
| Goud     | Yukako Kawai                                                | Worstelen      | -62kg vrije stijl (v)    | 4 augustus |
| Goud     | Risako Kawai                                                | Worstelen      | -57kg vrije stijl (v)    | 4 augustus |
| Goud     | Ryo Kiyuna                                                  | Karate         | -Kata (m)                | 6 augustus |
| Goud     | Mayu Mukaida                                                | Worstelen      | -53kg vrije stijl (v)    | 6 augustus |
| Goud     | Takuto Otoguro                                              | Worstelen      | -65kg vrije stijl (m)    | 7 augustus |
| Goud     | Takuto Otoguro                                              | Worstelen      | -50kg vrije stijl (v)    | 7 augustus |
| Goud     | Nationaal baseballteam Japan                                | Basebal        | mannen                   | 7 augustus |
|          |                                                             |                |                          |            |
| Zilver   | Funa Tonaki                                                 | Judo           | -48kg (v)                | 24 juli    |
| Zilver   | Daiki Hashimoto Kazuma Kaya Takeru Kitazono Wataru Tanigawa | Turnen         | meerkamp team (m)        | 26 juli    |
| Zilver   | Kanoa Igarashi                                              | Surfen         | mannen                   | 27 juli    |
| Zilver   | Tomoru Honda                                                | Zwemmen        | 200m vlinderslag (m)     | 28 juli    |
| Zilver   | Nationaal judoteam Japan                                    | Judo           | team (x)                 | 31 juli    |
| Zilver   | Kenichiro Fumita                                            | Worstelen      | -60kg grieks-romeins (m) | 2 augustus |
| Zilver   | Kokona Hiraki                                               | Skateboarden   | park (v)                 | 4 augustus |
| Zilver   | Koki Ikeda                                                  | Atletiek       | 20km snelwandelen (m)    | 5 augustus |
| Zilver   | Kiyou Shimizu                                               | Karate         | kata (v)                 | 5 augustus |
| Zilver   | Miu Hirano Kasumi Ishikawa Mima Ito                         | Tafeltennis    | team (v)                 | 5 augustus |
| Zilver   | Miho Nonaka                                                 | Klimsport      | vrouwen                  | 6 augustus |
| Zilver   | Mone Inami                                                  | Golf           | vrouwen                  | 7 augustus |
| Zilver   | Nationaal vrouwenbasketbalteam Japan                        | Basketbal      | team (v)                 | 8 augustus |
| Zilver   | Yumi Kajihara                                               | Baanwielrennen | omnium (v)               | 8 augustus |
|          |                                                             |                |                          |            |
| Brons    | Funa Nakayama                                               | Skateboarden   | street (v)               | 26 juli    |
| Brons    | Takaharu Furukawa Hiroki Muto Yuki Kawata                   | Boogschieten   | team (m)                 | 26 juli    |
| Brons    | Tsukasa Yoshida                                             | Judo           | -57kg (v)                | 26 juli    |
| Brons    | Amuro Tsuzuki                                               | Surfen         | vrouwen                  | 27 juli    |
| Brons    | Mikiko Andoh                                                | Gewichtheffen  | -59kg (v)                | 27 juli    |
| Brons    | Mima Ito                                                    | Tafeltennis    | enkelspel (v)            | 29 juli    |
| Brons    | Yuta Watanabe Arisa Higashino                               | Badminton      | dubbelspel (v)           | 30 juli    |
| Brons    | Takaharu Furukawa                                           | Boogschieten   | individueel (m)          | 31 juli    |
| Brons    | Kazuma Kaya                                                 | Gymnastiek     | paard voltige (m)        | 1 augustus |
| Brons    | Mai Murakami                                                | Gymnastiek     | vloer (v)                | 2 augustus |
| Brons    | Shohei Yabiku                                               | Worstelen      | -77kg grieks-romeins (m) | 3 augustus |
| Brons    | Tsukimi Namiki                                              | Boksen         | vlieggewicht (v)         | 4 augustus |
| Brons    | Ryomei Tanaka                                               | Boksen         | vlieggewicht (m)         | 5 augustus |
| Brons    | Toshikazu Yamanishi                                         | Atletiek       | 20 km snelwandelen (m)   | 5 augustus |
| Brons    | Jun Mizutani Koki Niwa Tomokazu Harimoto                    | Tafeltennis    | team (m)                 | 6 augustus |
| Brons    | Akiyo Noguchi                                               | Klimsport      | vrouwen                  | 6 augustus |
| Brons    | Ryutaro Araga                                               | Karate         | +75kg (m)                | 7 augustus |

## Atleten
| sport            | mannen | vrouwen | totaal |
| ---------------- | ------ | ------- | ------ |
| Atletiek         | 41     | 9       | 50     |
| Badminton        | 6      | 7       | 13     |
| Basketbal        | 12     | 16      | 28     |
| Boksen           | 4      | 2       | 6      |
| Boogschieten     | 3      | 3       | 6      |
| Gewichtheffen    | 4      | 3       | 7      |
| Golf             | 2      | 2       | 4      |
| Gymnastiek       | 5      | 12      | 17     |
| Handbal          | 14     | 14      | 28     |
| Hockey           | 16     | 16      | 32     |
| Honkbal          | 24     | 0       | 24     |
| Judo             | 7      | 7       | 14     |
| Kanovaren        | 7      | 5       | 12     |
| Karate           | 4      | 4       | 8      |
| Klimsport        | 2      | 2       | 4      |
| Moderne vijfkamp | 1      | 2       | 3      |
| Paardensport     | 9      | 0       | 9      |
| Rugby            | 12     | 12      | 24     |
| Schermen         | 12     | 9       | 21     |
| Schietsport      | 6      | 6       | 12     |
| Schoonspringen   | 4      | 4       | 8      |
| Skateboarden     | 4      | 6       | 10     |
| Softbal          | 0      | 15      | 15     |
| Surfen           | 2      | 2       | 4      |
| Synchroonzwemmen | 0      | 9       | 9      |
| Taekwondo        | 2      | 2       | 4      |
| Tafeltennis      | 3      | 3       | 6      |
| Tennis           | 4      | 5       | 9      |
| Triatlon         | 2      | 2       | 4      |
| Voetbal          | 18     | 18      | 36     |
| Volleybal        | 14     | 14      | 28     |
| Waterpolo        | 13     | 13      | 26     |
| Wielersport      | 6      | 7       | 13     |
| Worstelen        | 6      | 6       | 12     |
| Zeilen           | 8      | 7       | 15     |
| Zwemmen          | 18     | 17      | 35     |
| totaal           | 295    | 261     | 556    |

## Sporten

### Atletiek
Mannen
Loopnummers
| atleet                                                            | onderdeel           | series   | series | kwartfinale | kwartfinale | halve finale   | halve finale   | finale         | finale         |
| atleet                                                            | onderdeel           | tijd     | rang   | tijd        | rang        | tijd           | rang           | tijd           | rang           |
| ----------------------------------------------------------------- | ------------------- | -------- | ------ | ----------- | ----------- | -------------- | -------------- | -------------- | -------------- |
| Yuki Koike                                                        | 100 m               | bye      | bye    | 10,22       | 4           | niet geplaatst | niet geplaatst | niet geplaatst | niet geplaatst |
| Shuhei Tada                                                       | 100 m               | bye      | bye    | 10,22       | 6           | niet geplaatst | niet geplaatst | niet geplaatst | niet geplaatst |
| Ryota Yamagata                                                    | 100 m               | bye      | bye    | 10,15       | 4           | niet geplaatst | niet geplaatst | niet geplaatst | niet geplaatst |
| Abdul Hakim Sani Brown                                            | 200 m               | 21,41    | 6      | n.v.t.      | n.v.t.      | niet geplaatst | niet geplaatst | niet geplaatst | niet geplaatst |
| Shota Iizuka                                                      | 200 m               | 21,02    | 6      | n.v.t.      | n.v.t.      | niet geplaatst | niet geplaatst | niet geplaatst | niet geplaatst |
| Jun Yamashita                                                     | 200 m               | 20,78    | 5      | n.v.t.      | n.v.t.      | niet geplaatst | niet geplaatst | niet geplaatst | niet geplaatst |
| Julian Walsh                                                      | 400 m               | 46,57    | 6      | n.v.t.      | n.v.t.      | niet geplaatst | niet geplaatst | niet geplaatst | niet geplaatst |
| Yuta Bando                                                        | 5000 m              | 14.05,80 | 17     | n.v.t.      | n.v.t.      | n.v.t.         | n.v.t.         | niet geplaatst | niet geplaatst |
| Hiroki Matsueda                                                   | 5000 m              | 14.15,54 | 18     | n.v.t.      | n.v.t.      | n.v.t.         | n.v.t.         | niet geplaatst | niet geplaatst |
| Akira Aizawa                                                      | 10000 m             | n.v.t.   | n.v.t. | n.v.t.      | n.v.t.      | n.v.t.         | n.v.t.         | 28.18,37       | 15             |
| Tatsuhiko Ito                                                     | 10000 m             | n.v.t.   | n.v.t. | n.v.t.      | n.v.t.      | n.v.t.         | n.v.t.         | 29.01,31       | 20             |
| Ryoma Aoki                                                        | 3000 m steeplechase | 8.24,82  | 9      | n.v.t.      | n.v.t.      | n.v.t.         | n.v.t.         | niet geplaatst | niet geplaatst |
| Ryuji Miura                                                       | 3000 m steeplechase | 8.09,92  | 2 Q    | n.v.t.      | n.v.t.      | n.v.t.         | n.v.t.         | 8.16,90        | 7              |
| Kosei Yamaguchi                                                   | 3000 m steeplechase | 8.31,27  | 12     | n.v.t.      | n.v.t.      | n.v.t.         | n.v.t.         | niet geplaatst | niet geplaatst |
| Shunsuke Izumiya                                                  | 110 m horden        | 13,28    | 2 Q    | n.v.t.      | n.v.t.      | 13,35          | 3              | niet geplaatst | niet geplaatst |
| Taio Kanai                                                        | 110 m horden        | 13,41    | 3 Q    | n.v.t.      | n.v.t.      | 26,11          | 8              | niet geplaatst | niet geplaatst |
| Shunya Takayama                                                   | 110 m horden        | 13,98    | 6      | n.v.t.      | n.v.t.      | niet geplaatst | niet geplaatst | niet geplaatst | niet geplaatst |
| Takatoshi Abe                                                     | 400 m horden        | 49,98    | 6      | n.v.t.      | n.v.t.      | niet geplaatst | niet geplaatst | niet geplaatst | niet geplaatst |
| Kazuki Kurokawa                                                   | 400 m horden        | 50,30    | 6      | n.v.t.      | n.v.t.      | niet geplaatst | niet geplaatst | niet geplaatst | niet geplaatst |
| Hiromu Yamauchi                                                   | 400 m horden        | 49,21    | 3 Q    | n.v.t.      | n.v.t.      | 49,35          | 6              | niet geplaatst | niet geplaatst |
| Koki Ikeda                                                        | 20 km snelwandelen  | n.v.t.   | n.v.t. | n.v.t.      | n.v.t.      | n.v.t.         | n.v.t.         | 1:12.14        | Zilver         |
| Eiki Takahashi                                                    | 20 km snelwandelen  | n.v.t.   | n.v.t. | n.v.t.      | n.v.t.      | n.v.t.         | n.v.t.         | 1:27.29        | 32             |
| Toshikazu Yamanishi                                               | 20 km snelwandelen  | n.v.t.   | n.v.t. | n.v.t.      | n.v.t.      | n.v.t.         | n.v.t.         | 1:12.28        | Brons          |
| Hayato Katsuki                                                    | 50 km snelwandelen  | n.v.t.   | n.v.t. | n.v.t.      | n.v.t.      | n.v.t.         | n.v.t.         | 4:06.32        | 30             |
| Masatora Kawano                                                   | 50 km snelwandelen  | n.v.t.   | n.v.t. | n.v.t.      | n.v.t.      | n.v.t.         | n.v.t.         | 3:51.56        | 6              |
| Satoshi Maruo                                                     | 50 km snelwandelen  | n.v.t.   | n.v.t. | n.v.t.      | n.v.t.      | n.v.t.         | n.v.t.         | 4:06.44        | 32             |
| Shogo Nakamura                                                    | marathon            | n.v.t.   | n.v.t. | n.v.t.      | n.v.t.      | n.v.t.         | n.v.t.         | 2:22.23        | 61             |
| Suguru Osako                                                      | marathon            | n.v.t.   | n.v.t. | n.v.t.      | n.v.t.      | n.v.t.         | n.v.t.         | 2:10.41        | 6              |
| Yuma Hattori                                                      | marathon            | n.v.t.   | n.v.t. | n.v.t.      | n.v.t.      | n.v.t.         | n.v.t.         | 2:30.08        | 72             |
| Bruno Dede* Yoshihide Kiryu Yuki Koike Shuhei Tada Ryota Yamagata | 4x100 m             | 38,16    | 2 Q    | n.v.t.      | n.v.t.      | n.v.t.         | n.v.t.         | DNF            | DNF            |
| Rikuya Itō Kaito Kawabata Kentarō Satō Aoto Suzuki Julian Walsh*  | 4x400 m             | 3.00,76  | 5      | n.v.t.      | n.v.t.      | n.v.t.         | n.v.t.         | niet geplaatst | niet geplaatst |

Technische nummers
| atleet            | onderdeel            | kwalificaties | kwalificaties | finale         | finale         |
| atleet            | onderdeel            | afstand       | rang          | afstand        | rang           |
| ----------------- | -------------------- | ------------- | ------------- | -------------- | -------------- |
| Yuki Hashioka     | verspringen          | 8,17          | 3 Q           | 8,10           | 6              |
| Shotaro Shiroyama | verspringen          | 7,70          | 23            | niet geplaatst | niet geplaatst |
| Hibiki Tsuha      | verspringen          | 7,61          | 26            | niet geplaatst | niet geplaatst |
| Takashi Eto       | hoogspringen         | 2,21          | 17            | niet geplaatst | niet geplaatst |
| Naoto Tobe        | hoogspringen         | 2,28          | 4 q           | 2,24           | 13             |
| Masaki Ejima      | polsstokhoogspringen | 5,30          | 25            | niet geplaatst | niet geplaatst |
| Seito Yamamoto    | polsstokhoogspringen | 5,30          | 25            | niet geplaatst | niet geplaatst |
| Takuto Kominami   | speerwerpen          | 78,39         | 19            | niet geplaatst | niet geplaatst |

Vrouwen
Loopnummers
| atlete                                                                 | onderdeel           | series     | series | kwartfinale | kwartfinale | halve finale   | halve finale   | finale         | finale         |
| atlete                                                                 | onderdeel           | tijd       | rang   | tijd        | rang        | tijd           | rang           | tijd           | rang           |
| ---------------------------------------------------------------------- | ------------------- | ---------- | ------ | ----------- | ----------- | -------------- | -------------- | -------------- | -------------- |
| Ran Urabe                                                              | 1500 m              | 4.07,90    | 9      | n.v.t.      | n.v.t.      | niet geplaatst | niet geplaatst | niet geplaatst | niet geplaatst |
| Nozomi Tanaka                                                          | 1500 m              | 4.02,33 NR | 4 Q    | n.v.t.      | n.v.t.      | 3.59,19 NR     | 5 Q            | 3.59,95        | 8              |
| Kaede Hagitani                                                         | 5000 m              | 15.04,95   | 12     | n.v.t.      | n.v.t.      | n.v.t.         | n.v.t.         | niet geplaatst | niet geplaatst |
| Ririka Hironaka                                                        | 5000 m              | 14.55,87   | 9 q    | n.v.t.      | n.v.t.      | n.v.t.         | n.v.t.         | 14.52,84 NR    | 9              |
| Nozomi Tanaka                                                          | 5000 m              | 14.59,93   | 6      | n.v.t.      | n.v.t.      | n.v.t.         | n.v.t.         | niet geplaatst | niet geplaatst |
| Yuka Ando                                                              | 10000 m             | n.v.t.     | n.v.t. | n.v.t.      | n.v.t.      | n.v.t.         | n.v.t.         | 32.40,77       | 22             |
| Ririka Hironaka                                                        | 10000 m             | n.v.t.     | n.v.t. | n.v.t.      | n.v.t.      | n.v.t.         | n.v.t.         | 31.00,71       | 7              |
| Hitomi Niiya                                                           | 10000 m             | n.v.t.     | n.v.t. | n.v.t.      | n.v.t.      | n.v.t.         | n.v.t.         | 32.23,87       | 21             |
| Masumi Aoki                                                            | 100 m horden        | 13,59      | 7      | n.v.t.      | n.v.t.      | niet geplaatst | niet geplaatst | niet geplaatst | niet geplaatst |
| Ayako Kimura                                                           | 100 m horden        | 13,25      | 7      | n.v.t.      | n.v.t.      | niet geplaatst | niet geplaatst | niet geplaatst | niet geplaatst |
| Asuka Terada                                                           | 100 m horden        | 12,95      | 5 q    | n.v.t.      | n.v.t.      | 13,06          | 6              | niet geplaatst | niet geplaatst |
| Yuno Yamanaka                                                          | 3000 m steeplechase | 9.43,83    | 10     | n.v.t.      | n.v.t.      | n.v.t.         | n.v.t.         | niet geplaatst | niet geplaatst |
| Nanako Fujii                                                           | 20 km snelwandelen  | n.v.t.     | n.v.t. | n.v.t.      | n.v.t.      | n.v.t.         | n.v.t.         | 1:31.55        | 13             |
| Kumiko Okada                                                           | 20 km snelwandelen  | n.v.t.     | n.v.t. | n.v.t.      | n.v.t.      | n.v.t.         | n.v.t.         | 1:31.57        | 15             |
| Kaori Kawazoe                                                          | 20 km snelwandelen  | n.v.t.     | n.v.t. | n.v.t.      | n.v.t.      | n.v.t.         | n.v.t.         | 1:39.31        | 40             |
| Mao Ichiyama                                                           | marathon            | n.v.t.     | n.v.t. | n.v.t.      | n.v.t.      | n.v.t.         | n.v.t.         | 2:30.13        | 8              |
| Honami Maeda                                                           | marathon            | n.v.t.     | n.v.t. | n.v.t.      | n.v.t.      | n.v.t.         | n.v.t.         | 2:35.28        | 33             |
| Ayuko Suzuki                                                           | marathon            | n.v.t.     | n.v.t. | n.v.t.      | n.v.t.      | n.v.t.         | n.v.t.         | 2:33.14        | 19             |
| Hanae Aoyama(S) Yu Ishikawa Mei Kodama(S) Remi Tsuruta(S) Ami Saitō(S) | 4x100m              | 43,44      | 7      | n.v.t.      | n.v.t.      | n.v.t.         | n.v.t.         | niet geplaatst | niet geplaatst |

Technische nummers
| atlete           | onderdeel   | kwalificaties | kwalificaties | finale  | finale |
| atlete           | onderdeel   | afstand       | rang          | afstand | rang   |
| ---------------- | ----------- | ------------- | ------------- | ------- | ------ |
| Haruka Kitaguchi | speerwerpen | 62,06         | 6 q           | 55,42   | 12     |

- Liep niet mee in de finale

### Badminton
Mannen
| atleet                      | onderdeel  | groepsfase                            | groepsfase                            | groepsfase                                | groepsfase | eliminatie                   | kwartfinale                                 | halve finale         | finale / BM          | finale / BM |
| atleet                      | onderdeel  | tegenstander uitslag                  | tegenstander uitslag                  | tegenstander uitslag                      | rang       | tegenstander uitslag         | tegenstander uitslag                        | tegenstander uitslag | tegenstander uitslag | rang        |
| --------------------------- | ---------- | ------------------------------------- | ------------------------------------- | ----------------------------------------- | ---------- | ---------------------------- | ------------------------------------------- | -------------------- | -------------------- | ----------- |
| Kento Momota                | enkelspel  | T Lam W (21-12, 21–9)                 | Heo K-h V (15-21, 19-21)              | n.v.t.                                    | 2          | niet geplaatst               | niet geplaatst                              | niet geplaatst       | niet geplaatst       | 15          |
| Kanta Tsuneyama             | enkelspel  | J Paul W (21-8, 21-6)                 | Y Coelho W (21-14, 21-8)              | n.v.t.                                    | 1 Q        | A S Ginting V (18-21, 14-21) | niet geplaatst                              | niet geplaatst       | niet geplaatst       | 9           |
| Hiroyuki Endo Yuta Watanabe | dubbelspel | G Olofua / A J Opeyori W (21-2, 21-7) | V Ivanov / I Sozonov W (21-19, 21-19) | K Astrup / A S Rasmussen W (21-14, 21-12) | 1 Q        | n.v.t.                       | Lee Y / Wang C-l V (16-21, 19-21)           | niet geplaatst       | niet geplaatst       | 5           |
| Takeshi Kamura Keigo Sonoda | dubbelspel | M Lamsfuß / M Seidel W (21-13, 21-8)  | P Chew / R Chew W (21-11, 21-3)       | Li J / Liu Y V (14-21, 16-21)             | 2 Q        | n.v.t.                       | M Ahsan / H Setiawan V (14-21, 21-16, 9-21) | niet geplaatst       | niet geplaatst       | 5           |

Vrouwen
| atleet                         | onderdeel  | groepsfase                         | groepsfase                                   | groepsfase                                | groepsfase | eliminatie               | kwartfinale                                | halve finale         | finale / BM          | finale / BM |
| atleet                         | onderdeel  | tegenstander uitslag               | tegenstander uitslag                         | tegenstander uitslag                      | rang       | tegenstander uitslag     | tegenstander uitslag                       | tegenstander uitslag | tegenstander uitslag | rang        |
| ------------------------------ | ---------- | ---------------------------------- | -------------------------------------------- | ----------------------------------------- | ---------- | ------------------------ | ------------------------------------------ | -------------------- | -------------------- | ----------- |
| Akane Yamaguchi                | enkelspel  | M Shahzad W (21-3, 21-8)           | K Gilmour W (21-9, 21-18)                    | n.v.t.                                    | 1 Q        | Kim G-e W (21-17, 21-18) | P V Sindhu V (12-21, 20-22)                | niet geplaatst       | niet geplaatst       | 5           |
| Nozomi Okuhara                 | enkelspel  | Y Li W (21-17, 21-4)               | E Kosetskaya W (21-6, 21-16)                 | n.v.t.                                    | 1 Q        | M Li W (21-9, 21-7)      | He B V (21-13, 13-21, 14-21)               | niet geplaatst       | niet geplaatst       | 5           |
| Yuki Fukushima Sayaka Hirota   | dubbelspel | C Birch / L Smith W (21–13, 21–14) | Chow M K / Lee M Y W (17-21, 21–15, 21–8)    | G Polii / A Rahayu V (22-24, 21-13, 8-21) | 2 Q        | n.v.t.                   | Chen Q / Jia Y V (21-18, 10-21, 10-21)     | niet geplaatst       | niet geplaatst       | 5           |
| Mayu Matsumoto Wakana Nagahara | dubbelspel | D Hany / H Hosny W (21-7, 21-3)    | R Honderich / K Tsai W (14-21, 21-19, 21-18) | S Piek / C Seinen W (24-22, 21-15)        | 1 Q        | n.v.t.                   | Kim S-y / Kong H-y V (14-21, 21-14, 26-28) | niet geplaatst       | niet geplaatst       | 5           |

Gemengd
| atleet                        | onderdeel  | groepsfase                                      | groepsfase                             | groepsfase                                 | groepsfase | eliminatie           | kwartfinale                                            | halve finale                             | finale / BM                         | finale / BM |
| atleet                        | onderdeel  | tegenstander uitslag                            | tegenstander uitslag                   | tegenstander uitslag                       | rang       | tegenstander uitslag | tegenstander uitslag                                   | tegenstander uitslag                     | tegenstander uitslag                | rang        |
| ----------------------------- | ---------- | ----------------------------------------------- | -------------------------------------- | ------------------------------------------ | ---------- | -------------------- | ------------------------------------------------------ | ---------------------------------------- | ----------------------------------- | ----------- |
| Yuta Watanabe Arisa Higashino | dubbelspel | M Christiansen / A Bøje W (20-22, 21-11, 21-15) | S Leung / G Somerville W (21-7, 21-15) | P Jordan / M D Oktavianti W (21–13, 21–10) | 1 Q        | n.v.t.               | Puavaranukroh / Taerattanachai W (15-21, 21-16, 21-14) | Wang Y / Huang D V (23-21, 15-21, 14-21) | Tang C M / Tse Y S W (21-17, 23-21) | Brons       |

### Basketbal

#### 3x3
Mannen
| Olympiër                                              | Discipline | Resultaat   | Prestatie |
| ----------------------------------------------------- | ---------- | ----------- | --------- |
| Ira Brown Tomoya Ochiai Keisei Tominaga Ryuto Yasuoka | 3x3        | kwartfinale | zie onder |

| Groep |                 |             |             |             |            |            |            |        |
| #     | Land            | Wedstrijden | Wedstrijden | Wedstrijden | Doelpunten | Doelpunten | Doelpunten | Punten |
| #     | Land            | GW          | W           | V           | V          | T          | Saldo      | Punten |
| 1     | Servië          | 7           | 7           | 0           | 138        | 91         | +47        | 14     |
| 2     | België          | 7           | 4           | 3           | 126        | 127        | -1         | 8      |
| 3     | Letland         | 7           | 4           | 3           | 133        | 129        | +4         | 8      |
| 4     | Nederland       | 7           | 4           | 3           | 132        | 129        | +3         | 8      |
| 5     | Russische ploeg | 7           | 3           | 4           | 116        | 125        | -9         | 6      |
| 6     | Japan           | 7           | 2           | 5           | 123        | 134        | -11        | 4      |
| 7     | Polen           | 7           | 2           | 5           | 120        | 130        | -10        | 4      |
| 8     | China           | 7           | 2           | 5           | 119        | 142        | -23        | 4      |

| Ronde        | Datum          | Lokale tijd    | MEZT           | Land            | Score          | Land           |
| ------------ | -------------- | -------------- | -------------- | --------------- | -------------- | -------------- |
| groepsfase   | 24 juli        | 19:05          | 12:05          | Polen           | 20 - 19        | Japan          |
| groepsfase   | 24 juli        | 22:25          | 15:25          | Japan           | 18 - 16        | Japan          |
| groepsfase   | 25 juli        | 19:05          | 12:05          | Nederland       | 21 - 20        | Japan          |
| groepsfase   | 25 juli        | 22:25          | 15:25          | Letland         | 21 - 18        | Japan          |
| groepsfase   | 26 juli        | 12:00          | 05:00          | Servië          | 21 - 11        | Japan          |
| groepsfase   | 26 juli        | 15:00          | 08:00          | Russische ploeg | 19 - 16        | Japan          |
| groepsfase   | 27 juli        | 15:05          | 08:05          | Japan           | 21 - 16        | China          |
|              |                |                |                |                 |                |                |
| kwartfinale  | 27 juli        | 22:20          | 15:20          | Letland         | 21 - 18        | Japan          |
|              |                |                |                |                 |                |                |
| halve finale | niet geplaatst | niet geplaatst | niet geplaatst | niet geplaatst  | niet geplaatst | niet geplaatst |
|              |                |                |                |                 |                |                |
| finale       | niet geplaatst | niet geplaatst | niet geplaatst | niet geplaatst  | niet geplaatst | niet geplaatst |

Vrouwen
| Olympiër                                                  | Discipline | Resultaat   | Prestatie |
| --------------------------------------------------------- | ---------- | ----------- | --------- |
| Stephanie Mawuli Risa Nishioka Mio Shinozaki Mai Yamamoto | 3x3        | kwartfinale | zie onder |

| Groep |                  |             |             |             |            |            |            |        |
| #     | Land             | Wedstrijden | Wedstrijden | Wedstrijden | Doelpunten | Doelpunten | Doelpunten | Punten |
| #     | Land             | GW          | W           | V           | V          | T          | Saldo      | Punten |
| 1     | Verenigde Staten | 7           | 6           | 1           | 136        | 98         | +38        | 12     |
| 2     | Russische ploeg  | 7           | 5           | 2           | 129        | 90         | +39        | 10     |
| 3     | China            | 7           | 5           | 2           | 127        | 97         | +30        | 10     |
| 4     | Japan            | 7           | 5           | 2           | 130        | 97         | +33        | 10     |
| 5     | Frankrijk        | 7           | 4           | 3           | 118        | 116        | +2         | 8      |
| 6     | Italië           | 7           | 2           | 5           | 98         | 125        | -27        | 4      |
| 7     | Roemenië         | 7           | 1           | 6           | 89         | 142        | -53        | 2      |
| 8     | Mongolië         | 7           | 0           | 7           | 79         | 141        | -62        | 0      |

| Ronde        | Datum          | Lokale tijd    | MEZT           | Land            | Score          | Land             |
| ------------ | -------------- | -------------- | -------------- | --------------- | -------------- | ---------------- |
| groepsfase   | 24 juli        | 10:15          | 03:15          | Russische ploeg | 21 - 18        | Japan            |
| groepsfase   | 24 juli        | 14:25          | 07:25          | Japan           | 20 - 8         | Roemenië         |
| groepsfase   | 25 juli        | 10:15          | 03:15          | Japan           | 19 - 10        | Mongolië         |
| groepsfase   | 25 juli        | 17:55          | 10:55          | Japan           | 19 - 15        | Frankrijk        |
| groepsfase   | 26 juli        | 10:15          | 03:15          | China           | 15 - 12        | Japan            |
| groepsfase   | 26 juli        | 14:25          | 07:25          | Japan           | 14 - 10        | Italië           |
| groepsfase   | 27 juli        | 13:30          | 06:30          | Japan           | 20 - 18        | Verenigde Staten |
|              |                |                |                |                 |                |                  |
| kwartfinale  | 27 juli        | 21:50          | 14:50          | Frankrijk       | 16 - 14        | Japan            |
|              |                |                |                |                 |                |                  |
| halve finale | niet geplaatst | niet geplaatst | niet geplaatst | niet geplaatst  | niet geplaatst | niet geplaatst   |
|              |                |                |                |                 |                |                  |
| finale       | niet geplaatst | niet geplaatst | niet geplaatst | niet geplaatst  | niet geplaatst | niet geplaatst   |

#### Team
Mannen
| Olympiër | Discipline | Resultaat  | Prestatie |
| --- | ---------- | ---------- | --------- |
| Yuki Togashi Makoto Hiejima Rui Hachimura Leo Vendrame Yuta Watanabe Kosuke Kanamaru Yudai Baba Gavin Edwards Daiki Tanaka Avi Schafer Hugh Watanabe Tenketsu Harimoto | team       | groepsfase | zie onder |

| Groep |            |             |             |             |             |            |            |            |        |
| #     | Land       | Wedstrijden | Wedstrijden | Wedstrijden | Wedstrijden | Doelpunten | Doelpunten | Doelpunten | Punten |
| #     | Land       | GW          | W           | G           | V           | V          | T          | Saldo      | Punten |
| 1     | Slovenië   | 4           | 3           | 0           | 0           | 329        | 268        | +61        | 6      |
| 2     | Spanje     | 4           | 2           | 0           | 1           | 256        | 243        | +13        | 5      |
| 3     | Argentinië | 4           | 2           | 0           | 1           | 268        | 276        | -8         | 4      |
| 4     | Japan      | 4           | 0           | 0           | 3           | 235        | 301        | -66        | 3      |

| Ronde           | Datum          | Lokale tijd    | MEZT           | Land           | Score          | Land           |  |
| --------------- | -------------- | -------------- | -------------- | -------------- | -------------- | -------------- |  |
| groepsfase      |                |                |                |                |                |                |  |
| 26 juli 2021    | 21:00          | 14:00          | Japan          | 77 - 88        | Spanje         |                |  |
| 29 juli 2021    | 13:40          | 06:40          | Slovenië       | 116 - 81       | Japan          |                |  |
| 1 augustus 2021 | 13:40          | 06:40          | Argentinië     | 97 - 77        | Japan          |                |  |
|                 |                |                |                |                |                |                |  |
| kwartfinale     | niet geplaatst | niet geplaatst | niet geplaatst | niet geplaatst | niet geplaatst | niet geplaatst |  |
|                 |                |                |                |                |                |                |  |
| halve finale    | niet geplaatst | niet geplaatst | niet geplaatst | niet geplaatst | niet geplaatst | niet geplaatst |  |
|                 |                |                |                |                |                |                |  |
| finale          | niet geplaatst | niet geplaatst | niet geplaatst | niet geplaatst | niet geplaatst | niet geplaatst |  |

Vrouwen
| Olympiër | Discipline | Resultaat | Prestatie |
| --- | ---------- | --------- | --------- |
| Moeko Nagaoka Maki Takada Naho Miyoshi Rui Machida Nako Motohashi Nanaka Todo Saki Hayashi Evelyn Mawuli Saori Miyazaki Yuki Miyazawa Himawari Akaho Monica Okoye | team       | Zilver    | zie onder |

| Groep |                  |             |             |             |             |            |            |            |        |
| #     | Land             | Wedstrijden | Wedstrijden | Wedstrijden | Wedstrijden | Doelpunten | Doelpunten | Doelpunten | Punten |
| #     | Land             | GW          | W           | G           | V           | V          | T          | Saldo      | Punten |
| 1     | Verenigde Staten | 3           | 3           | 0           | 0           | 260        | 223        | +37        | 6      |
| 2     | Japan            | 3           | 2           | 0           | 1           | 245        | 239        | +6         | 5      |
| 3     | Frankrijk        | 3           | 1           | 0           | 2           | 239        | 229        | +10        | 4      |
| 4     | Nigeria          | 3           | 0           | 0           | 3           | 217        | 270        | -53        | 3      |

| Ronde           | Datum           | Lokale tijd | MEZT             | Land             | Score     | Land      |  |
| --------------- | --------------- | ----------- | ---------------- | ---------------- | --------- | --------- |  |
| groepsfase      |                 |             |                  |                  |           |           |  |
| 27 juli 2021    | 10:00           | 03:00       | Japan            | 74 - 70          | Frankrijk |           |  |
| 30 juli 2021    | 13:40           | 06:40       | Verenigde Staten | 86 - 69          | Japan     |           |  |
| 2 augustus 2021 | 10:00           | 03:00       | Nigeria          | 82 - 102         | Japan     |           |  |
|                 |                 |             |                  |                  |           |           |  |
| kwartfinale     | 4 augustus 2021 | 17:20       | 10:20            | Japan            | 86 - 85   | België    |  |
|                 |                 |             |                  |                  |           |           |  |
| halve finale    | 6 augustus 2021 | 20:00       | 13:00            | Japan            | 87 - 71   | Frankrijk |  |
|                 |                 |             |                  |                  |           |           |  |
| finale          | 8 augustus 2021 | 11:30       | 04:30            | Verenigde Staten | 90 - 75   | Japan     |  |

### Boksen
Mannen
| atleet            | onderdeel     | eerste ronde         | tweede ronde         | kwartfinale          | halve finale         | finale               | finale         |
| atleet            | onderdeel     | tegenstander uitslag | tegenstander uitslag | tegenstander uitslag | tegenstander uitslag | tegenstander uitslag | rang           |
| ----------------- | ------------- | -------------------- | -------------------- | -------------------- | -------------------- | -------------------- | -------------- |
| Ryomei Tanaka     | vlieggewicht  | Finol W 5 - 0        | Hu J W 3 - 1         | Martinez W 4 - 1     | Paalem V 0 - 5       | niet geplaatst       | Brons          |
| Daisuke Narimatsu | lichtgewicht  | Pezo W 5 - 0         | Safiullin V Walkover | niet geplaatst       | niet geplaatst       | niet geplaatst       | niet geplaatst |
| Sewon Okazawa     | weltergewicht | Yadav W 5 - 0        | Iglesias V 2 - 3     | niet geplaatst       | niet geplaatst       | niet geplaatst       | niet geplaatst |
| Yuito Moriwaki    | middelgewicht | Mousavi W 3 - 2      | Chyzjnjak V 0 - 5    | niet geplaatst       | niet geplaatst       | niet geplaatst       | niet geplaatst |

Vrouwen
| atlete         | onderdeel    | eerste ronde         | tweede ronde         | kwartfinale          | halve finale         | finale               | finale |
| atlete         | onderdeel    | tegenstander uitslag | tegenstander uitslag | tegenstander uitslag | tegenstander uitslag | tegenstander uitslag | rang   |
| -------------- | ------------ | -------------------- | -------------------- | -------------------- | -------------------- | -------------------- | ------ |
| Tsukimi Namiki | vlieggewicht | Nanziri W 5 - 0      | Sousa W 5 - 0        | Valencia W 5 - 0     | Krasteva V 0 - 5     | niet geplaatst       | Brons  |
| Sena Irie      | vedergewicht | Solorzano W 5 - 0    | Hlimi W 5 - 0        | Nechita W 3 - 2      | Artingstall W 3 - 2  | Petecio W 5 - 0      | Goud   |

### Boogschieten
Mannen
| atleet                                    | onderdeel   | plaatsingsronde | plaatsingsronde | eerste ronde         | tweede ronde         | derde ronde          | kwartfinale              | halve finale         | finale / BM          | finale / BM |
| atleet                                    | onderdeel   | score           | rang            | tegenstander uitslag | tegenstander uitslag | tegenstander uitslag | tegenstander uitslag     | tegenstander uitslag | tegenstander uitslag | rang        |
| ----------------------------------------- | ----------- | --------------- | --------------- | -------------------- | -------------------- | -------------------- | ------------------------ | -------------------- | -------------------- | ----------- |
| Takaharu Furukawa                         | individueel | 649             | 46              | L Álvarez W 7 – 3    | G Broeksma W 6 – 5   | A Das W 6 – 4        | Li J W 6 – 0             | M Gazoz V 3 – 7      | Tang C-c W 7 – 3     | Brons       |
| Yuki Kawata                               | individueel | 661             | 22              | J De Smedt V 2 – 6   | niet geplaatst       | niet geplaatst       | niet geplaatst           | niet geplaatst       | niet geplaatst       | 33          |
| Hiroki Muto                               | individueel | 678             | 5               | I Shanny V 3 – 7     | niet geplaatst       | niet geplaatst       | niet geplaatst           | niet geplaatst       | niet geplaatst       | 33          |
| Takaharu Furukawa Yuki Kawata Hiroki Muto | team        | 1988            | 4               | bye                  | n.v.t.               | n.v.t.               | Verenigde Staten W 5 – 1 | Zuid-Korea V 4 – 5   | Nederland W 5 – 4    | Brons       |

Vrouwen
| atleet                                    | onderdeel   | plaatsingsronde | plaatsingsronde | eerste ronde            | tweede ronde         | derde ronde          | kwartfinale          | halve finale         | finale / BM          | finale / BM |
| atleet                                    | onderdeel   | score           | rang            | tegenstander uitslag    | tegenstander uitslag | tegenstander uitslag | tegenstander uitslag | tegenstander uitslag | tegenstander uitslag | rang        |
| ----------------------------------------- | ----------- | --------------- | --------------- | ----------------------- | -------------------- | -------------------- | -------------------- | -------------------- | -------------------- | ----------- |
| Ren Hayakawa                              | individueel | 653             | 16              | Đỗ T Á N W 6 – 5        | C Kaufhold W 6 – 2   | An S V 4 – 6         | niet geplaatst       | niet geplaatst       | niet geplaatst       | 9           |
| Miki Nakamura                             | individueel | 639             | 31              | M Horáčková W 6 – 2     | Jang M-h W 6 – 2     | Wu J V 1 – 7         | niet geplaatst       | niet geplaatst       | niet geplaatst       | 9           |
| Azusa Yamauchi                            | individueel | 665             | 7               | Bishindeegiin U W 6 – 2 | H Marusava V 0 – 6   | niet geplaatst       | niet geplaatst       | niet geplaatst       | niet geplaatst       | 17          |
| Ren Hayakawa Miki Nakamura Azusa Yamauchi | team        | 1957            | 4               | bye                     | n.v.t.               | n.v.t.               | Wit-Rusland V 3 – 5  | niet geplaatst       | niet geplaatst       | 5           |

Gemengd
| atlete                     | onderdeel | plaatsingsronde | plaatsingsronde | eerste ronde         | kwartfinale          | halve finale         | finale / BM          | finale / BM |
| atlete                     | onderdeel | score           | rang            | tegenstander uitslag | tegenstander uitslag | tegenstander uitslag | tegenstander uitslag | rang        |
| -------------------------- | --------- | --------------- | --------------- | -------------------- | -------------------- | -------------------- | -------------------- | ----------- |
| Hiroki Muto Azusa Yamauchi | team      | 1343            | 3               | Frankrijk V 3 – 5    | niet geplaatst       | niet geplaatst       | niet geplaatst       | 9           |

### Gewichtheffen
Mannen
| atlete            | onderdeel | trekken | trekken | stoten | stoten | totaal | rang |
| atlete            | onderdeel | score   | rang    | score  | rang   | totaal | rang |
| ----------------- | --------- | ------- | ------- | ------ | ------ | ------ | ---- |
| Yoichi Itokazu    | -61 kg    | 133     | 3       | 159    | 4      | 292    | 4    |
| Mitsunori Konnai  | -67 kg    | 135     | 8       | 172    | 7      | 307    | 7    |
| Masanori Miyamoto | -73 kg    | 147     | 8       | 188    | 5      | 335    | 7    |
| Toshiki Yamamoto  | -96 kg    | 168     | 7       | 200    | DNF    | DNF    | DNF  |

Vrouwen
| atlete        | onderdeel | trekken | trekken | stoten | stoten | totaal | rang  |
| atlete        | onderdeel | score   | rang    | score  | rang   | totaal | rang  |
| ------------- | --------- | ------- | ------- | ------ | ------ | ------ | ----- |
| Hiromi Miyake | -49 kg    | 74      | 11      | 99     | DNF    | DNF    | DNF   |
| Kanae Yagi    | -55 kg    | 81      | 13      | 102    | 11     | 183    | 11    |
| Mikiko Andoh  | -59 kg    | 94      | 6       | 120    | 3      | 214    | Brons |

### Golf
Mannen
| atleet           | onderdeel | eerste ronde | tweede ronde | derde ronde | vierde ronde | totaal | totaal | totaal |
| atleet           | onderdeel | score        | score        | score       | score        | score  | par    | rang   |
| ---------------- | --------- | ------------ | ------------ | ----------- | ------------ | ------ | ------ | ------ |
| Hideki Matsuyama | mannen    | 69           | 64           | 67          | 69           | 269    | -15    | 4      |
| Rikuya Hoshino   | mannen    | 71           | 68           | 73          | 66           | 278    | -6     | 38     |

Vrouwen
| atleet       | onderdeel | eerste ronde | tweede ronde | derde ronde | vierde ronde | totaal | totaal | totaal |
| atleet       | onderdeel | score        | score        | score       | score        | score  | par    | rang   |
| ------------ | --------- | ------------ | ------------ | ----------- | ------------ | ------ | ------ | ------ |
| Nasa Hataoka | vrouwen   | 70           | 68           | 67          | 69           | 274    | -10    | 9      |
| Mone Inami   | vrouwen   | 70           | 65           | 68          | 65           | 268    | -16    | Zilver |

### Gymnastiek

#### Turnen
Mannen
| atleet          | onderdeel | kwalificatie | kwalificatie | kwalificatie | kwalificatie | kwalificatie | kwalificatie | kwalificatie | kwalificatie | finale  | finale  | finale  | finale  | finale  | finale  | finale  | finale  |
| atleet          | onderdeel | toestel      | toestel      | toestel      | toestel      | toestel      | toestel      | totaal       | positie      | toestel | toestel | toestel | toestel | toestel | toestel | totaal  | positie |
| atleet          | onderdeel | vloer        | voltige      | ringen       | sprong       | brug         | rekstok      | totaal       | positie      | vloer   | voltige | ringen  | sprong  | brug    | rekstok | totaal  | positie |
| --------------- | --------- | ------------ | ------------ | ------------ | ------------ | ------------ | ------------ | ------------ | ------------ | ------- | ------- | ------- | ------- | ------- | ------- | ------- | ------- |
| Daiki Hashimoto | team      | 14,700       | 14,766       | 13,866       | 14,866       | 15,300       | 15,033 Q     | 88,531       | 1 Q          | 14,600  | 14,800  | 13,833  | 14,833  | -       | 15,100  | n.v.t.  | n.v.t.  |
| Kazuma Kaya     | team      | 13,933       | 14,833 Q     | 14,366       | 13,200       | 15,100       | 14,033       | 85,465       | 9            | -       | 14,566  | 14,100  | -       | 15,000  | 14,200  | n.v.t.  | n.v.t.  |
| Takeru Kitazono | team      | 14,666       | 13,916       | 13,333       | 14,700       | 14,900       | 14,433 Q     | 85,948       | 7 Q          | 14,600  | 14,200  | -       | 14,166  | 15,000  | 14,500  | n.v.t.  | n.v.t.  |
| Wataru Tanigawa | team      | 14,466       | 13,833       | 14,300       | 13,666       | 15,241       | 13,400       | 84,906       | 13           | 14,500  | -       | 14,500  | 15,233  | 14,666  | -       | n.v.t.  | n.v.t.  |
| Totaal          | team      | 43,832       | 42,515       | 42,532       | 43,232       | 45,641       | 43,499       | 262,251      | 1 Q          | 43,700  | 43,566  | 42,433  | 44,232  | 44,666  | 43,800  | 262,397 | Zilver  |

| atleet          | onderdeel     | kwalificatie       | kwalificatie       | kwalificatie       | kwalificatie       | kwalificatie       | kwalificatie       | kwalificatie       | kwalificatie       | finale         | finale         | finale         | finale         | finale         | finale         | finale         | finale         |
| atleet          | onderdeel     | toestel            | toestel            | toestel            | toestel            | toestel            | toestel            | totaal             | positie            | toestel        | toestel        | toestel        | toestel        | toestel        | toestel        | totaal         | positie        |
| atleet          | onderdeel     | vloer              | voltige            | ringen             | sprong             | brug               | rekstok            | totaal             | positie            | vloer          | voltige        | ringen         | sprong         | brug           | rekstok        | totaal         | positie        |
| --------------- | ------------- | ------------------ | ------------------ | ------------------ | ------------------ | ------------------ | ------------------ | ------------------ | ------------------ | -------------- | -------------- | -------------- | -------------- | -------------- | -------------- | -------------- | -------------- |
| Daiki Hashimoto | meerkamp      | zie teamresultaten | zie teamresultaten | zie teamresultaten | zie teamresultaten | zie teamresultaten | zie teamresultaten | zie teamresultaten | zie teamresultaten | 14,833         | 15,166         | 13,533         | 14,700         | 15,300         | 14,933         | 88,465         | Goud           |
| Daiki Hashimoto | rekstok       | n.v.t.             | n.v.t.             | n.v.t.             | n.v.t.             | n.v.t.             | 15,033             | n.v.t.             | 1 Q                | n.v.t.         | n.v.t.         | n.v.t.         | n.v.t.         | n.v.t.         | 15,066         | n.v.t.         | Goud           |
| Takeru Kitazono | meerkamp      | zie teamresultaten | zie teamresultaten | zie teamresultaten | zie teamresultaten | zie teamresultaten | zie teamresultaten | zie teamresultaten | zie teamresultaten | 14,566         | 14,500         | 13,500         | 14,666         | 15,066         | 14,400         | 86,698         | 5              |
| Takeru Kitazono | rekstok       | n.v.t.             | n.v.t.             | n.v.t.             | n.v.t.             | n.v.t.             | 14,433             | n.v.t.             | 6 Q                | n.v.t.         | n.v.t.         | n.v.t.         | n.v.t.         | n.v.t.         | 12,333         | n.v.t.         | 6              |
| Kōhei Uchimura  | rekstok       | n.v.t.             | n.v.t.             | n.v.t.             | n.v.t.             | n.v.t.             | 13,866             | n.v.t.             | 20                 | niet geplaatst | niet geplaatst | niet geplaatst | niet geplaatst | niet geplaatst | niet geplaatst | niet geplaatst | niet geplaatst |
| Kazuma Kaya     | paard voltige | n.v.t.             | 14,833             | n.v.t.             | n.v.t.             | n.v.t.             | n.v.t.             | n.v.t.             | 7 Q                | n.v.t.         | 14,900         | n.v.t.         | n.v.t.         | n.v.t.         | n.v.t.         | n.v.t.         | Brons          |
| Kōhei Kameyama  | paard voltige | n.v.t.             | 15,266             | n.v.t.             | n.v.t.             | n.v.t.             | n.v.t.             | n.v.t.             | 2 Q                | n.v.t.         | 14,600         | n.v.t.         | n.v.t.         | n.v.t.         | n.v.t.         | n.v.t.         | 5              |

Vrouwen
| atlete          | onderdeel | kwalificatie | kwalificatie | kwalificatie | kwalificatie | kwalificatie | kwalificatie | finale  | finale  | finale  | finale  | finale  | finale  |
| atlete          | onderdeel | toestel      | toestel      | toestel      | toestel      | totaal       | positie      | toestel | toestel | toestel | toestel | totaal  | positie |
| atlete          | onderdeel | sprong       | brug         | balk         | vloer        | totaal       | positie      | sprong  | brug    | balk    | vloer   | totaal  | positie |
| --------------- | --------- | ------------ | ------------ | ------------ | ------------ | ------------ | ------------ | ------- | ------- | ------- | ------- | ------- | ------- |
| Hitomi Hatakeda | team      | 12,266       | 14,133       | 13,000       | 13,333       | 52,732       | 39           | -       | 14,100  | 13,333  | 12,800  | n.v.t.  | n.v.t.  |
| Yuna Hiraiwa    | team      | 13,733       | 11,700       | 13,533       | 12,666       | 51,632       | 49           | 13,900  | -       | 13,566  | -       | n.v.t.  | n.v.t.  |
| Mai Murakami    | team      | 14,433       | 12,133       | 13,366       | 13,933 Q     | 53,965       | 23 Q         | 14,266  | 12,700  | 13,833  | 14,066  | n.v.t.  | n.v.t.  |
| Aiko Sugihara   | team      | 14,266       | 13,366       | 11,566       | 13,333       | 52,531       | 41           | 14,183  | 13,333  | -       | 13,200  | n.v.t.  | n.v.t.  |
| Totaal          | team      | 42,432       | 39,632       | 39,999       | 40,599       | 162,662      | 8 Q          | 42,349  | 40,133  | 40,732  | 40,066  | 163,280 | 5       |

| atlete         | onderdeel | kwalificatie       | kwalificatie       | kwalificatie       | kwalificatie       | kwalificatie       | kwalificatie       | finale  | finale  | finale  | finale  | finale | finale  |
| atlete         | onderdeel | toestel            | toestel            | toestel            | toestel            | totaal             | positie            | toestel | toestel | toestel | toestel | totaal | positie |
| atlete         | onderdeel | sprong             | brug               | balk               | vloer              | totaal             | positie            | sprong  | brug    | balk    | vloer   | totaal | positie |
| -------------- | --------- | ------------------ | ------------------ | ------------------ | ------------------ | ------------------ | ------------------ | ------- | ------- | ------- | ------- | ------ | ------- |
| Mai Murakami   | meerkamp  | zie teamresultaten | zie teamresultaten | zie teamresultaten | zie teamresultaten | zie teamresultaten | zie teamresultaten | 14,533  | 13,733  | 13,766  | 14,000  | 56,032 | 5       |
| Mai Murakami   | vloer     | n.v.t.             | n.v.t.             | n.v.t.             | 13,933             | n.v.t.             | 8 Q                | n.v.t.  | n.v.t.  | n.v.t.  | 14,166  | n.v.t. | Brons   |
| Urara Ashikawa | balk      | n.v.t.             | n.v.t.             | 13,900             | n.v.t.             | n.v.t.             | 12 R1              | n.v.t.  | n.v.t.  | 13,733  | n.v.t.  | n.v.t. | 6       |

#### Ritmisch
| atlete       | onderdeel   | kwalificatie | kwalificatie | kwalificatie | kwalificatie | kwalificatie | kwalificatie | finale         | finale         | finale         | finale         | finale         | finale         |
| atlete       | onderdeel   | hoepel       | bal          | knotsen      | lint         | totaal       | rang         | hoepel         | bal            | knotsen        | lint           | totaal         | rang           |
| ------------ | ----------- | ------------ | ------------ | ------------ | ------------ | ------------ | ------------ | -------------- | -------------- | -------------- | -------------- | -------------- | -------------- |
| Chisaki Oiwa | individueel | 23,100       | 19,600       | 23,600       | 21,250       | 87,550       | 19           | niet geplaatst | niet geplaatst | niet geplaatst | niet geplaatst | niet geplaatst | niet geplaatst |
| Sumire Kita  | individueel | 23,150       | 23,900       | 24,550       | 21,200       | 92,800       | 11 R1        | niet geplaatst | niet geplaatst | niet geplaatst | niet geplaatst | niet geplaatst | niet geplaatst |

| atlete                                                                    | onderdeel | kwalificatie | kwalificatie         | kwalificatie | kwalificatie | finale   | finale               | finale | finale |
| atlete                                                                    | onderdeel | 5 linten     | 3 knotsen, 2 hoepels | totaal       | rang         | 5 linten | 3 knotsen, 2 hoepels | totaal | rang   |
| ------------------------------------------------------------------------- | --------- | ------------ | -------------------- | ------------ | ------------ | -------- | -------------------- | ------ | ------ |
| Sakura Noshitani Sayuri Sugimoto Ayuka Suzuki Nanami Takenaka Kiko Yokota | team      | 40,400       | 39,325               | 79,725       | 7 Q          | 42,750   | 29,750               | 72,500 | 8      |

#### Trampoline
Mannen
| atleet        | onderdeel  | kwalificaties | kwalificaties | finale         | finale         |
| atleet        | onderdeel  | score         | rang          | score          | rang           |
| ------------- | ---------- | ------------- | ------------- | -------------- | -------------- |
| Daiki Kishi   | trampoline | 111,540       | 6 Q           | 57,815         | 7              |
| Ryosuke Sakai | trampoline | 62,250        | 15            | niet geplaatst | niet geplaatst |

Vrouwen
| atlete      | onderdeel  | kwalificaties | kwalificaties | finale         | finale         |
| atlete      | onderdeel  | score         | rang          | score          | rang           |
| ----------- | ---------- | ------------- | ------------- | -------------- | -------------- |
| Hikaru Mori | trampoline | 63,775        | 13            | niet geplaatst | niet geplaatst |
| Megu Uyama  | trampoline | 103,585       | 5 Q           | 54,665         | 5              |

### Handbal
Mannen
| Olympiër | Onderdeel | Resultaat  | Prestatie |
| --- | --------- | ---------- | --------- |
| Naoki Sugioka Yuta Iwashita Kenya Kasahara Adam Yuki Baig Kohei Narita Shinnosuke Tokuda Jin Watanabe Remi Anri Doi Motoki Sakai Hiroki Motoki Tatsuki Yoshino Yuto Agarie Kotaro Mizumachi Rennosuke Tokuda Shuichi Yoshida | mannen    | groepsfase | zie onder |

| Groep |            |             |             |             |             |            |            |            |        |
| #     | Land       | Wedstrijden | Wedstrijden | Wedstrijden | Wedstrijden | Doelpunten | Doelpunten | Doelpunten | Punten |
| #     | Land       | GW          | W           | G           | V           | V          | T          | Saldo      | Punten |
| 1     | Denemarken | 5           | 4           | 0           | 1           | 174        | 139        | +35        | 8      |
| 2     | Egypte     | 5           | 4           | 0           | 1           | 154        | 134        | +20        | 8      |
| 3     | Zweden     | 5           | 4           | 0           | 1           | 144        | 142        | +2         | 8      |
| 4     | Portugal   | 5           | 1           | 0           | 4           | 143        | 156        | -13        | 2      |
| 5     | Bahrein    | 5           | 1           | 0           | 4           | 129        | 149        | -20        | 2      |
| 6     | Japan      | 5           | 1           | 0           | 4           | 146        | 170        | -24        | 2      |

| Ronde           | Datum          | Lokale tijd    | MEZT           | Land           | Score          | Land           |  |
| --------------- | -------------- | -------------- | -------------- | -------------- | -------------- | -------------- |  |
| groepsfase      |                |                |                |                |                |                |  |
| 24 juli 2021    | 21:30          | 14:30          | Denemarken     | 47 - 30        | Japan          |                |  |
| 26 juli 2021    | 21:30          | 14:30          | Japan          | 26 - 28        | Zweden         |                |  |
| 28 juli 2021    | 14:15          | 07:15          | Japan          | 29 - 33        | Egypte         |                |  |
| 30 juli 2021    | 11:00          | 04:00          | Bahrein        | 32 - 30        | Japan          |                |  |
| 1 augustus 2021 | 09:00          | 02:00          | Portugal       | 30 - 31        | Japan          |                |  |
|                 |                |                |                |                |                |                |  |
| kwartfinale     | niet geplaatst | niet geplaatst | niet geplaatst | niet geplaatst | niet geplaatst | niet geplaatst |  |
|                 |                |                |                |                |                |                |  |
| halve finale    | niet geplaatst | niet geplaatst | niet geplaatst | niet geplaatst | niet geplaatst | niet geplaatst |  |
|                 |                |                |                |                |                |                |  |
| finale          | niet geplaatst | niet geplaatst | niet geplaatst | niet geplaatst | niet geplaatst | niet geplaatst |  |

Vrouwen
| Olympiër | Onderdeel | Resultaat  | Prestatie |
| --- | --------- | ---------- | --------- |
| Kaho Sunami Yui Sunami Sayo Shiota Aya Yokoshima Mana Horikawa Minami Itano Yuki Tanabe Ayaka Ikehara Nozomi Hara Mana Ohyama Haruno Sasaki Shiori Nagata Sakura Hauge Maharu Kondo Shio Fujii Mayuko Ishitate | mannen    | groepsfase | zie onder |

| Groepsfase |            |             |             |             |             |            |            |            |        |
| #          | Land       | Wedstrijden | Wedstrijden | Wedstrijden | Wedstrijden | Doelpunten | Doelpunten | Doelpunten | Punten |
| #          | Land       | GW          | W           | G           | V           | V          | T          | Saldo      | Punten |
| 1          | Noorwegen  | 5           | 5           | 0           | 0           | 10         | 170        | 123        | +47    |
| 2          | Nederland  | 5           | 4           | 0           | 1           | 8          | 169        | 143        | +26    |
| 3          | Montenegro | 5           | 2           | 0           | 3           | 4          | 139        | 142        | -2     |
| 4          | Zuid-Korea | 5           | 1           | 1           | 3           | 3          | 147        | 165        | -18    |
| 5          | Angola     | 5           | 1           | 1           | 3           | 3          | 130        | 156        | -26    |
| 6          | Japan      | 5           | 1           | 0           | 4           | 2          | 124        | 150        | -26    |

| Ronde           | Datum          | Lokale tijd    | MEZT           | Land           | Score          | Land           |  |
| --------------- | -------------- | -------------- | -------------- | -------------- | -------------- | -------------- |  |
| Groepsfase      |                |                |                |                |                |                |  |
| 25 juli 2021    | 09:00          | 02:00          | Nederland      | 32 - 21        | Japan          |                |  |
| 27 juli 2021    | 09:00          | 02:00          | Japan          | 29 - 26        | Montenegro     |                |  |
| 29 juli 2021    | 14:15          | 07:15          | Japan          | 24 - 27        | Zuid-Korea     |                |  |
| 31 juli 2021    | 09:00          | 02:00          | Angola         | 28 - 25        | Japan          |                |  |
| 2 augustus 2021 | 21:30          | 14:30          | Noorwegen      | 37 - 25        | Japan          |                |  |
|                 |                |                |                |                |                |                |  |
| Kwartfinale     | niet geplaatst | niet geplaatst | niet geplaatst | niet geplaatst | niet geplaatst | niet geplaatst |  |
|                 |                |                |                |                |                |                |  |
| Halve finale    | niet geplaatst | niet geplaatst | niet geplaatst | niet geplaatst | niet geplaatst | niet geplaatst |  |
|                 |                |                |                |                |                |                |  |
| Finale          | niet geplaatst | niet geplaatst | niet geplaatst | niet geplaatst | niet geplaatst | niet geplaatst |  |

### Hockey
Mannen
| Olympiër | Onderdeel | Resultaat | Prestatie |
| --- | --------- | --------- | --------- |
| Koji Yamasaki Genki Mitani Seren Tanaka Hiromasa Ochiai Kazuma Murata Kenta Tanaka Kenji Kitazato Yuma Nagai Manabu Yamashita Kaito Tanaka Ken Nagayoshi Kentaro Fukuda Masaki Ohashi Shota Yamada Hirotaka Zendana Takashi Yoshikawa Kota Watanabe Yoshiki Kirishita | mannen    | 11        | zie onder |

| Groep |               |             |             |             |             |            |            |            |        |
| #     | Land          | Wedstrijden | Wedstrijden | Wedstrijden | Wedstrijden | Doelpunten | Doelpunten | Doelpunten | Punten |
| #     | Land          | GW          | W           | G           | V           | V          | T          | Saldo      | Punten |
| 1     | Australië     | 5           | 4           | 1           | 0           | 22         | 9          | +13        | 13     |
| 2     | India         | 5           | 4           | 0           | 1           | 15         | 13         | +2         | 12     |
| 3     | Argentinië    | 5           | 2           | 1           | 2           | 10         | 11         | -1         | 7      |
| 4     | Spanje        | 5           | 1           | 2           | 2           | 9          | 10         | -1         | 5      |
| 5     | Nieuw-Zeeland | 5           | 1           | 1           | 3           | 11         | 16         | -5         | 4      |
| 6     | Japan         | 5           | 0           | 1           | 4           | 10         | 18         | -8         | 1      |

| Ronde        | Datum          | Lokale tijd    | MEZT           | Land           | Score          | Land           |  |
| ------------ | -------------- | -------------- | -------------- | -------------- | -------------- | -------------- |  |
| groepsfase   |                |                |                |                |                |                |  |
| 24 juli 2021 | 09:30          | 02:30          | Japan          | 3 - 5          | Australië      |                |  |
| 25 juli 2021 | 19:00          | 12:00          | Argentinië     | 2 - 1          | Japan          |                |  |
| 27 juli 2021 | 11:45          | 04:45          | Japan          | 2 - 2          | Nieuw-Zeeland  |                |  |
| 28 juli 2021 | 20:45          | 13:45          | Japan          | 1 - 4          | Spanje         |                |  |
| 30 juli 2021 | 18:30          | 11:30          | Japan          | 3 - 5          | India          |                |  |
|              |                |                |                |                |                |                |  |
| kwartfinale  | niet geplaatst | niet geplaatst | niet geplaatst | niet geplaatst | niet geplaatst | niet geplaatst |  |
|              |                |                |                |                |                |                |  |
| halve finale | niet geplaatst | niet geplaatst | niet geplaatst | niet geplaatst | niet geplaatst | niet geplaatst |  |
|              |                |                |                |                |                |                |  |
| finale       | niet geplaatst | niet geplaatst | niet geplaatst | niet geplaatst | niet geplaatst | niet geplaatst |  |

Vrouwen
| Olympiër | Onderdeel | Resultaat | Prestatie |
| --- | --------- | --------- | --------- |
| Yu Asai Kimika Hoshi Emi Nishikori Kana Nomura Yukari Mano Yuri Nagai Hazuki Nagai Shihori Oikawa Miki Kozuka Maho Segawa Mai Toriyama Natsuha Matsumoto Aki Yamada Aki Mitsuhashi Kanon Mori Kaho Tanaka Sakurako Omoto Sakiyo Asano | vrouwen   | 11        | zie onder |

| Groep |               |             |             |             |             |            |            |            |        |
| #     | Land          | Wedstrijden | Wedstrijden | Wedstrijden | Wedstrijden | Doelpunten | Doelpunten | Doelpunten | Punten |
| #     | Land          | GW          | W           | G           | V           | V          | T          | Saldo      | Punten |
| 1     | Australië     | 5           | 5           | 0           | 0           | 13         | 1          | +12        | 15     |
| 2     | Spanje        | 5           | 3           | 0           | 2           | 9          | 8          | +1         | 9      |
| 3     | Argentinië    | 5           | 3           | 0           | 2           | 8          | 8          | 0          | 9      |
| 4     | Nieuw-Zeeland | 5           | 2           | 0           | 3           | 8          | 8          | +1         | 6      |
| 5     | China         | 5           | 2           | 0           | 3           | 9          | 16         | -7         | 6      |
| 6     | Japan         | 5           | 0           | 0           | 5           | 6          | 13         | -7         | 0      |

| Ronde        | Datum          | Lokale tijd    | MEZT           | Land           | Score          | Land           |  |
| ------------ | -------------- | -------------- | -------------- | -------------- | -------------- | -------------- |  |
| groepsfase   |                |                |                |                |                |                |  |
| 25 juli 2021 | 11:45          | 04:45          | Japan          | 3 - 4          | China          |                |  |
| 26 juli 2021 | 20:45          | 13:45          | Japan          | 1 - 2          | Nieuw-Zeeland  |                |  |
| 28 juli 2021 | 18:30          | 11:30          | Japan          | 0 - 1          | Australië      |                |  |
| 29 juli 2021 | 20:45          | 13:45          | Japan          | 1 - 2          | Argentinië     |                |  |
| 31 juli 2021 | 10:00          | 03:00          | Japan          | 1 - 4          | Spanje         |                |  |
|              |                |                |                |                |                |                |  |
| kwartfinale  | niet geplaatst | niet geplaatst | niet geplaatst | niet geplaatst | niet geplaatst | niet geplaatst |  |
|              |                |                |                |                |                |                |  |
| halve finale | niet geplaatst | niet geplaatst | niet geplaatst | niet geplaatst | niet geplaatst | niet geplaatst |  |
|              |                |                |                |                |                |                |  |
| finale       | niet geplaatst | niet geplaatst | niet geplaatst | niet geplaatst | niet geplaatst | niet geplaatst |  |

### Honkbal
Mannen
| Olympiër | Discipline | Resultaat | Prestatie |
| --- | ---------- | --------- | --- |
| Kōyō Aoyagi Suguru Iwazaki Masato Morishita Hiromi Itoh Yoshinobu Yamamoto Masahiro Tanaka Yasuaki Yamasaki Ryoji Kuribayashi Yūdai Ōno Kodai Senga Kaima Taira Ryutaro Umeno Takuya Kai Tetsuto Yamada Sōsuke Genda Hideto Asamura Ryosuke Kikuchi Hayato Sakamoto Munetaka Murakami Kensuke Kondo Yuki Yanagita Ryoya Kurihara Masataka Yoshida Seiya Suzuki | mannen     | Goud      | Groepsfase Gewonnen van Dominicaanse Republiek 4 - 3 Gewonnen van Mexico 7 - 4 Ronde 2 Gewonnen van Verenigde Staten 7 - 6 Halve Finale Gewonnen van Zuid-Korea 5 - 2 Finale Gewonnen van Verenigde Staten 2 - 0 |

### Judo
Mannen
| atleet             | onderdeel | eerste ronde         | tweede ronde         | derde ronde           | kwartfinale              | halve finale            | herkansing           | finale / BM               | finale / BM    |
| atleet             | onderdeel | tegenstander uitslag | tegenstander uitslag | tegenstander uitslag  | tegenstander uitslag     | tegenstander uitslag    | tegenstander uitslag | tegenstander uitslag      | rang           |
| ------------------ | --------- | -------------------- | -------------------- | --------------------- | ------------------------ | ----------------------- | -------------------- | ------------------------- | -------------- |
| Naohisa Takato     | −60 kg    | n.v.t.               | bye                  | Verstraeten W 010-000 | Chkhcimiani W 101-000    | Smetov W 012-002        | bye                  | Yang Y-w W 101-003        | Goud           |
| Hifumi Abe         | −66 kg    | n.v.t.               | bye                  | Le Bouch W 100-002    | Yondonperenlei W 010-001 | Cargnin W 100-000       | bye                  | Margvelashvili W 010-000  | Goud           |
| Shohei Ono         | −73 kg    | bye                  | Raicu W 100-000      | Çiloğlu W 101-000     | Orujov W 101-000         | Tsend-Ochiryn W 011-002 | bye                  | Shavdatuashvili W 012-001 | Goud           |
| Takanori Nagase    | −81 kg    | bye                  | Albayrak W 102-003   | Parlati W 102-002     | Ressel W 012-000         | Casse W 011-002         | bye                  | Mollaei W 011-000         | Goud           |
| Shoichiro Mukai    | −90 kg    | bye                  | Feuiller W 100-000   | Tóth V 001-101        | niet geplaatst           | niet geplaatst          | niet geplaatst       | niet geplaatst            | niet geplaatst |
| Aaron Wolf         | −100 kg   | n.v.t.               | bye                  | Khurramov W 100-000   | Paltchik W 011-001       | Liparteliani W 011-000  | bye                  | Cho G-h W 102-002         | Goud           |
| Hisayoshi Harasawa | +100 kg   | n.v.t.               | bye                  | Kim M-j W 012-001     | Khammo W 101-001         | Krpálek V 001-011       | bye                  | Riner V 003-101           | 5              |

Vrouwen
| atlete          | onderdeel | eerste ronde         | tweede ronde           | kwartfinale           | halve finale         | herkansing           | finale / BM            | finale / BM    |
| atlete          | onderdeel | tegenstander uitslag | tegenstander uitslag   | tegenstander uitslag  | tegenstander uitslag | tegenstander uitslag | tegenstander uitslag   | rang           |
| --------------- | --------- | -------------------- | ---------------------- | --------------------- | -------------------- | -------------------- | ---------------------- | -------------- |
| Funa Tonaki     | −48 kg    | bye                  | Csernoviczki W 100-000 | Pareto W 100-000      | Bilodid W 010-000    | bye                  | Krasniqi V 000-010     | Zilver         |
| Uta Abe         | −52 kg    | bye                  | Pimenta W 100-001      | Giles W 011-000       | Giuffrida W 011-002  | bye                  | Buchard W 101-000      | Goud           |
| Tsukasa Yoshida | −57 kg    | bye                  | Lu W 101-001           | Nelson-Levy W 010-001 | Gjakova V 000-011    | bye                  | Liparteliani W 101-000 | Brons          |
| Miku Tashiro    | −63 kg    | Renshall W 010-002   | Ozdoba-Błach V 001-101 | niet geplaatst        | niet geplaatst       | niet geplaatst       | niet geplaatst         | niet geplaatst |
| Chizuru Arai    | −70 kg    | bye                  | Pérez W 101-000        | Scoccimarro W 100-000 | Taimazova W 101-002  | bye                  | Polleres W 010-001     | Goud           |
| Shori Hamada    | −78 kg    | bye                  | Beata Pacut W 100-000  | Babintseva W 112-002  | Wagner W 101-000     | bye                  | Malonga W 100-000      | Goud           |
| Akira Sone      | +78 kg    | bye                  | Hershko W 110-000      | Sayit W 100-001       | Kindzerska W 100-001 | bye                  | Ortiz W 101-003        | Goud           |

Gemengd
| atleet                                                                               | onderdeel    | eerste ronde         | kwartfinale          | halve finale          | herkansing           | finale / BM          | finale / BM |
| atleet                                                                               | onderdeel    | tegenstander uitslag | tegenstander uitslag | tegenstander uitslag  | tegenstander uitslag | tegenstander uitslag | rang        |
| ------------------------------------------------------------------------------------ | ------------ | -------------------- | -------------------- | --------------------- | -------------------- | -------------------- | ----------- |
| Shoichiro Mukai Shohei Ono Aaron Wolf Uta Abe Chizuru Arai Akira SoneTsukasa Yoshida | gemengd team | bye                  | Duitsland W 4-2      | Russische ploeg W 4-0 | bye                  | Frankrijk V 1–4      | Zilver      |

### Kanovaren

#### Slalom
Mannen
| atleet        | onderdeel  | series | series | series | series | series    | series | halve finale | halve finale | finale         | finale         |
| atleet        | onderdeel  | run 1  | rang   | run 2  | rang   | beste run | rang   | tijd         | rang         | tijd           | rang           |
| ------------- | ---------- | ------ | ------ | ------ | ------ | --------- | ------ | ------------ | ------------ | -------------- | -------------- |
| Takuya Haneda | C-1 slalom | 106,57 | 11     | 105,15 | 11     | 105,15    | 13 Q   | 107,82       | 10 Q         | 109,30         | 10             |
| Kazuya Adachi | K-1 slalom | 97,72  | 14     | 92,09  | 6      | 92,09     | 6 Q    | 101,60       | 16           | niet geplaatst | niet geplaatst |

Vrouwen
| atlete     | onderdeel  | series | series | series | series | series    | series | halve finale   | halve finale   | finale         | finale         |
| atlete     | onderdeel  | run 1  | rang   | run 2  | rang   | beste run | rang   | tijd           | rang           | tijd           | rang           |
| ---------- | ---------- | ------ | ------ | ------ | ------ | --------- | ------ | -------------- | -------------- | -------------- | -------------- |
| Ayano Sato | C-1 slalom | 161,77 | 21     | 151,03 | 19     | 151,03    | 20     | niet geplaatst | niet geplaatst | niet geplaatst | niet geplaatst |
| Aki Yazawa | K-1 slalom | 129,87 | 21     | 127,91 | 21     | 127,91    | 22 Q   | 124,73         | 19             | niet geplaatst | niet geplaatst |

#### Sprint
Mannen
| atleet                                                            | onderdeel  | series   | series | kwartfinale | kwartfinale | halve finale   | halve finale   | finale         | finale         |
| atleet                                                            | onderdeel  | tijd     | rang   | tijd        | rang        | tijd           | rang           | tijd           | rang           |
| ----------------------------------------------------------------- | ---------- | -------- | ------ | ----------- | ----------- | -------------- | -------------- | -------------- | -------------- |
| Takanori Tōme                                                     | C-1 1000 m | 4.37,208 | 7 KF   | 4.38,546    | 6           | niet geplaatst | niet geplaatst | niet geplaatst | niet geplaatst |
| Hiroki Fujishima Yūsuke Miyata Momotaro Matsushita Keiji Mizumoto | K-4 500 m  | 1.32,295 | 6 KF   | 1.28,211    | 7           | niet geplaatst | niet geplaatst | niet geplaatst | niet geplaatst |

Vrouwen
| atlete                       | onderdeel | series   | series | kwartfinale | kwartfinale | halve finale   | halve finale   | finale         | finale         |
| atlete                       | onderdeel | tijd     | rang   | tijd        | rang        | tijd           | rang           | tijd           | rang           |
| ---------------------------- | --------- | -------- | ------ | ----------- | ----------- | -------------- | -------------- | -------------- | -------------- |
| Teruko Kiriake Manaka Kubota | C-2 500 m | 2.16,791 | 7 KF   | 2.08,791    | 5 FB        | bye            | bye            | 2.06,196       | 14             |
| Yuka Ono                     | K-1 200 m | 45,251   | 7 KF   | 45,610      | 7           | niet geplaatst | niet geplaatst | niet geplaatst | niet geplaatst |

### Karate

#### Kata
Mannen
| Atleet     | Onderdeel | Eliminatie | Eliminatie | Ranking | Ranking | Finale / BM              | Finale / BM |
| Atleet     | Onderdeel | Score      | Rang       | Score   | Rang    | Tegenstander Resultaat   | Rang        |
| ---------- | --------- | ---------- | ---------- | ------- | ------- | ------------------------ | ----------- |
| Ryo Kiyuna | mannen    | 28,33      | 1 Q        | 28,72   | 1 Q     | Quintero W 28,72 - 27,66 | Goud        |

Vrouwen
| Atleet        | Onderdeel | Eliminatie | Eliminatie | Ranking | Ranking | Finale / BM             | Finale / BM |
| Atleet        | Onderdeel | Score      | Rang       | Score   | Rang    | Tegenstander Resultaat  | Rang        |
| ------------- | --------- | ---------- | ---------- | ------- | ------- | ----------------------- | ----------- |
| Kiyou Shimizu | vrouwen   | 27,70      | 1 Q        | 27,86   | 1 Q     | Sánchez V 27,88 - 28,06 | Zilver      |

#### Kumite
Mannen
| Atleet        | Onderdeel | Groupsfase             | Groupsfase             | Groupsfase             | Groupsfase             | Groupsfase | Halve Finale           | Finale                 | Finale         |
| Atleet        | Onderdeel | Tegenstander Resultaat | Tegenstander Resultaat | Tegenstander Resultaat | Tegenstander Resultaat | Rang       | Tegenstander Resultaat | Tegenstander Resultaat | Rang           |
| ------------- | --------- | ---------------------- | ---------------------- | ---------------------- | ---------------------- | ---------- | ---------------------- | ---------------------- | -------------- |
| Naoto Sago    | −67 kg    | El-Sawy W 4 - 3        | Farzaliyev V 0 - 1     | Assadilov V 0 - 3      | Şamdan V 1 - 2         | 4          | niet geplaatst         | niet geplaatst         | niet geplaatst |
| Ken Nishimura | −75 kg    | Scott W 2 - 0          | Horuna V 1 - 2         | Abdelaziz W 8 - 7      | Hárspataki V 1 - 3     | 3          | niet geplaatst         | niet geplaatst         | niet geplaatst |
| Ryutaro Araga | +75 kg    | Arkania W 3 - 2        | Yuldashev W 4 - 2      | Aktaş W 5 - 3          | Horne W DNS            | 1 Q        | Hamedi V 0 - 2         | niet geplaatst         | Brons          |

Vrouwen
| Atleet        | Onderdeel | Groupsfase             | Groupsfase             | Groupsfase             | Groupsfase             | Groupsfase | Halve Finale           | Finale                 | Finale         |
| Atleet        | Onderdeel | Tegenstander Resultaat | Tegenstander Resultaat | Tegenstander Resultaat | Tegenstander Resultaat | Rang       | Tegenstander Resultaat | Tegenstander Resultaat | Rang           |
| ------------- | --------- | ---------------------- | ---------------------- | ---------------------- | ---------------------- | ---------- | ---------------------- | ---------------------- | -------------- |
| Miho Miyahara | −55 kg    | Plank W 6 - 2          | Sayed V 3 - 5          | Zhangbyrbay W 11 - 2   | Terliuga V 0 - 4       | 3          | niet geplaatst         | niet geplaatst         | niet geplaatst |
| Mayumi Someya | −61 kg    | Çoban V 0 - 4          | Heurtault W 6 - 3      | Yin X V 2 - 4          | Garcés V 5 - 8         | 4          | niet geplaatst         | niet geplaatst         | niet geplaatst |
| Ayumi Uekusa  | +61 kg    | Semeraro V 3 - 4       | Zaretska V 1 - 4       | Hocaoğlu W 5 - 4       | Berultseva W 5 - 1     | 3          | niet geplaatst         | niet geplaatst         | niet geplaatst |

### Klimsport
Mannen
| atleet         | onderdeel | kwalificatie | kwalificatie | kwalificatie | kwalificatie | kwalificatie | kwalificatie | kwalificatie | totaal  | totaal | finale         | finale         | finale         | finale         | finale         | finale         | finale         | totaal         | totaal         |
| atleet         | onderdeel | speed        | speed        | boulderen    | boulderen    | lead         | lead         | lead         | totaal  | totaal | speed          | speed          | boulderen      | boulderen      | lead           | lead           | lead           | totaal         | totaal         |
| atleet         | onderdeel | tijd         | rang         | punten       | rang         | punten       | tijd         | rang         | punten  | rang   | tijd           | rang           | punten         | rang           | punten         | tijd           | rang           | punten         | rang           |
| -------------- | --------- | ------------ | ------------ | ------------ | ------------ | ------------ | ------------ | ------------ | ------- | ------ | -------------- | -------------- | -------------- | -------------- | -------------- | -------------- | -------------- | -------------- | -------------- |
| Tomoa Narasaki | klimmen   | 5,94         | 2            | 2T4z 6 7     | 2            | 26+          | 2.11         | 14           | 56,00   | 2 Q    | 6,02           | 2              | 1T3z 15        | 3              | 33+            | -              | 6              | 36             | 4              |
| Kai Harada     | klimmen   | 7,08         | 15           | 1T2z 4 8     | 12           | 25+          | -            | 17           | 3060,00 | 18     | niet geplaatst | niet geplaatst | niet geplaatst | niet geplaatst | niet geplaatst | niet geplaatst | niet geplaatst | niet geplaatst | niet geplaatst |

Vrouwen
| atlete        | onderdeel | kwalificatie | kwalificatie | kwalificatie | kwalificatie | kwalificatie | kwalificatie | kwalificatie | totaal | totaal | finale | finale | finale    | finale    | finale | finale | finale | totaal | totaal |
| atlete        | onderdeel | speed        | speed        | boulderen    | boulderen    | lead         | lead         | lead         | totaal | totaal | speed  | speed  | boulderen | boulderen | lead   | lead   | lead   | totaal | totaal |
| atlete        | onderdeel | tijd         | rang         | punten       | rang         | punten       | tijd         | rang         | punten | rang   | tijd   | rang   | punten    | rang      | punten | tijd   | rang   | punten | rang   |
| ------------- | --------- | ------------ | ------------ | ------------ | ------------ | ------------ | ------------ | ------------ | ------ | ------ | ------ | ------ | --------- | --------- | ------ | ------ | ------ | ------ | ------ |
| Akiyo Noguchi | klimmen   | 8,23         | 9            | 3T4z 5 4     | 3            | 27+          | -            | 6            | 162,00 | 4 Q    | 8,42   | 4      | 0T2z 0 7  | 4         | 29+    | -      | 4      | 64     | Brons  |
| Miho Nonaka   | klimmen   | 7,55         | 4            | 1T3z 2 3     | 8            | 30+          | -            | 3            | 96,00  | 3 Q    | 7,76   | 3      | 0T2z 0 5  | 3         | 21     | -      | 5      | 45     | Zilver |

### Moderne vijfkamp
Mannen
| atleet         | onderdeel        | schermen (degen) | schermen (degen) | schermen (degen) | schermen (degen) | zwemmen (200 m vrije slag) | zwemmen (200 m vrije slag) | zwemmen (200 m vrije slag) | paardrijden (springen) | paardrijden (springen) | paardrijden (springen) | combinatie: schieten/lopen (10 m luchtpistool)/(3200 m) | combinatie: schieten/lopen (10 m luchtpistool)/(3200 m) | combinatie: schieten/lopen (10 m luchtpistool)/(3200 m) | totaal punten | rang |
| atleet         | onderdeel        | RR               | BR               | rang             | punten           | tijd                       | rang                       | punten                     | strafpunten            | rang                   | punten                 | tijd                                                    | rang                                                    | punten                                                  | totaal punten | rang |
| -------------- | ---------------- | ---------------- | ---------------- | ---------------- | ---------------- | -------------------------- | -------------------------- | -------------------------- | ---------------------- | ---------------------- | ---------------------- | ------------------------------------------------------- | ------------------------------------------------------- | ------------------------------------------------------- | ------------- | ---- |
| Shōhei Iwamoto | moderne vijfkamp | 12-23            | 1                | 30               | 172              | 2.03,75                    | 20                         | 303                        | 80,69                  | 20                     | 279                    | 11.52,87                                                | 31                                                      | 588                                                     | 1343          | 28   |

Vrouwen
| atlete           | onderdeel        | schermen (degen) | schermen (degen) | schermen (degen) | schermen (degen) | zwemmen (200 m vrije slag) | zwemmen (200 m vrije slag) | zwemmen (200 m vrije slag) | paardrijden (springen) | paardrijden (springen) | paardrijden (springen) | combinatie: schieten/lopen (10 m luchtpistool)/(3200 m) | combinatie: schieten/lopen (10 m luchtpistool)/(3200 m) | combinatie: schieten/lopen (10 m luchtpistool)/(3200 m) | totaal punten | rang |
| atlete           | onderdeel        | RR               | BR               | rang             | punten           | tijd                       | rang                       | punten                     | strafpunten            | rang                   | punten                 | tijd                                                    | rang                                                    | punten                                                  | totaal punten | rang |
| ---------------- | ---------------- | ---------------- | ---------------- | ---------------- | ---------------- | -------------------------- | -------------------------- | -------------------------- | ---------------------- | ---------------------- | ---------------------- | ------------------------------------------------------- | ------------------------------------------------------- | ------------------------------------------------------- | ------------- | ---- |
| Rena Shimazu     | moderne vijfkamp | 14-21            | 0                | 30               | 172              | 2.10,65                    | 9                          | 289                        | 48                     | 24                     | 252                    | 12.34,40                                                | 17                                                      | 546                                                     | 1271          | 23   |
| Natsumi Tomonaga | moderne vijfkamp | 14-21            | 1                | 28               | 185              | 2.11,54                    | 11                         | 287                        | EL                     | 31                     | 0                      | 13.07,72                                                | 26                                                      | 513                                                     | 985           | 34   |

### Paardensport

#### Dressuur
| ruiter                                       | paard                  | onderdeel   | Grand Prix | Grand Prix | Grand Prix Special | Grand Prix Special | Grand Prix Freestyle | Grand Prix Freestyle | totaal         | totaal         |
| ruiter                                       | paard                  | onderdeel   | score      | rang       | score              | rang               | technisch            | artistiek            | uitslag        | rang           |
| -------------------------------------------- | ---------------------- | ----------- | ---------- | ---------- | ------------------ | ------------------ | -------------------- | -------------------- | -------------- | -------------- |
| Shingo Hayashi                               | Scolari                | individueel | 65,714     | 48         | n.v.t.             | n.v.t.             | niet geplaatst       | niet geplaatst       | niet geplaatst | niet geplaatst |
| Hiroyuki Kitahara                            | Huracan                | individueel | 66,304     | 45         | n.v.t.             | n.v.t.             | niet geplaatst       | niet geplaatst       | niet geplaatst | niet geplaatst |
| Kazuki Sado                                  | Ludwig der Sonnenkönig | individueel | 62,531     | 56         | n.v.t.             | n.v.t.             | niet geplaatst       | niet geplaatst       | niet geplaatst | niet geplaatst |
| Shingo Hayashi Hiroyuki Kitahara Kazuki Sado | zie hierboven          | team        | 6264,5     | 14         | niet geplaatst     | niet geplaatst     | n.v.t.               | n.v.t.               | niet geplaatst | niet geplaatst |

#### Eventing
| ruiter                                                       | paard                                                  | onderdeel   | dressuur    | dressuur | cross-country | cross-country | cross-country | springen       | springen       | springen       | springen       | springen       | springen       | totaal         | totaal         |
| ruiter                                                       | paard                                                  | onderdeel   | dressuur    | dressuur | cross-country | cross-country | cross-country | kwalificatie   | kwalificatie   | kwalificatie   | finale         | finale         | finale         | totaal         | totaal         |
| ruiter                                                       | paard                                                  | onderdeel   | strafpunten | rang     | strafpunten   | totaal        | rang          | strafpunten    | totaal         | rang           | strafpunten    | totaal         | rang           | strafpunten    | rang           |
| ------------------------------------------------------------ | ------------------------------------------------------ | ----------- | ----------- | -------- | ------------- | ------------- | ------------- | -------------- | -------------- | -------------- | -------------- | -------------- | -------------- | -------------- | -------------- |
| Yoshiaki Oiwa                                                | Calle                                                  | individueel | 31,50       | 21       | EL            | EL            | EL            | niet geplaatst | niet geplaatst | niet geplaatst | niet geplaatst | niet geplaatst | niet geplaatst | niet geplaatst | niet geplaatst |
| Toshiyuki Tanaka                                             | Talma d'Allou                                          | individueel | 32,70       | 29       | 30,80         | 63,50         | 35            | 12,00          | 75,50          | 34             | niet geplaatst | niet geplaatst | niet geplaatst | niet geplaatst | niet geplaatst |
| Kazuma Tomoto                                                | Vinci de la Vigne\|                                    | individueel | 26,10       | 7        | 1,60          | 27,50         | 5             | 4,00           | 31,50          | 7              | 0,40           | 31,90          | 4              | 31,90          | 4              |
| Yoshiaki Oiwa Toshiyuki Tanaka Kazuma Tomoto Ryuzo Kitajima* | Calle Talma d'Allou Vinci de la Vigne Feroza Nieuwmoed | team        | 90,10       | 4        | 232,40        | 322,50        | 12            | 16,00+20,00    | 358,50         | 11             | n.v.t.         | n.v.t.         | n.v.t.         | 358,50         | 11             |

* Gewisseld voor het springen, dit leverde 20 strafpunten op.

#### Springen
| ruiter                                  | paard           | onderdeel   | kwalificatie | kwalificatie | finale         | finale         | finale         | jump-off       | jump-off       | jump-off       |
| ruiter                                  | paard           | onderdeel   | strafpunten  | rang         | strafpunten    | tijd           | rang           | strafpunten    | tijd           | rang           |
| --------------------------------------- | --------------- | ----------- | ------------ | ------------ | -------------- | -------------- | -------------- | -------------- | -------------- | -------------- |
| Daisuke Fukushima                       | Canyon          | individueel | 0            | 1 Q          | 0              | 87,57          | 1 Q            | 0              | 43,76          | 6              |
| Koki Saito                              | Chilensky       | individueel | 0            | 1 Q          | 5              | 89,82          | 13             | niet geplaatst | niet geplaatst | niet geplaatst |
| Eiken Sato                              | Saphyr des Lacs | individueel | 1            | 26 Q         | 16             | 84,67          | 25             | niet geplaatst | niet geplaatst | niet geplaatst |
| Daisuke Fukushima Koki Saito Eiken Sato | zie hierboven   | team        | EL           | EL           | niet geplaatst | niet geplaatst | niet geplaatst | niet geplaatst | niet geplaatst | niet geplaatst |

Mike Kawai en As de Mai gingen mee naar Tokio als reserve.

### Roeien
Mannen
| atleet        | onderdeel | series  | series | herkansingen | herkansingen | kwartfinale | kwartfinale | halve finale | halve finale | finale  | finale |
| atleet        | onderdeel | tijd    | rang   | tijd         | rang         | tijd        | rang        | tijd         | rang         | tijd    | rang   |
| ------------- | --------- | ------- | ------ | ------------ | ------------ | ----------- | ----------- | ------------ | ------------ | ------- | ------ |
| Ryuta Arakawa | skiff     | 7.02,79 | 2 KF   | bye          | bye          | 7.26,04     | 3 HA/B      | 6.59,26      | 6 FB         | 6.50,91 | 11     |

Vrouwen
| atleet                    | onderdeel          | series  | series | herkansingen | herkansingen | kwartfinale | kwartfinale | halve finale | halve finale | finale  | finale |
| atleet                    | onderdeel          | tijd    | rang   | tijd         | rang         | tijd        | rang        | tijd         | rang         | tijd    | rang   |
| ------------------------- | ------------------ | ------- | ------ | ------------ | ------------ | ----------- | ----------- | ------------ | ------------ | ------- | ------ |
| Chiaki Tomita Ayami Oishi | lichte dubbel-twee | 7.22,47 | 3 H    | 7.34,45      | 3 HA/B       | n.v.t.      | n.v.t.      | 6.56,52      | 5 FB         | 6.54,94 | 10     |

Legenda: FA=finale A (medailles); FB=finale B (geen medailles); FC=finale C (geen medailles); FD=finale D (geen medailles); FE=finale E (geen medailles); FF=finale F (geen medailles); HA/B=halve finale A/B; HC/D=halve finale C/D; HE/F=halve finale E/F; KF=kwartfinale; H=herkansing

### Rugby
Mannen
| Olympiër | Discipline | Resultaat | Prestatie |
| --- | ---------- | --------- | --- |
| Jose Seru Lote Tuqiri Colin Bourke Kazushi Hano Kameli Soejima Masakatsu Hikosaka Brackin Karauria-Henry Chihito Matsui Ryota Kano Yoshikazu Fujita Kippei Ishida Naoki Motomura Kazuhiro Goya | mannen     | 11        | Groepsfase Verloren van Fiji 24 - 19 Verloren van Groot-Brittannië 34 - 0 Verloren van Canada 36 - 12 Plaatsing 9 - 12 Verloren van Kenia 21 - 7 Wedstrijd om plaats 11 Gewonnen van Zuid-Korea 19 - 31 |

Vrouwen
| Olympiër | Discipline | Resultaat | Prestatie |
| --- | ---------- | --------- | --- |
| Wakaba Hara Yume Hirano Haruka Hirotsu Marin Kajiki Mifuyu Koide Mio Yamanaka Riho Kurogi Hana Nagata Mei Otani Raichel Bativakalolo Mayu Shimizu Miyu Shirako Honoka Tsutsumi | vrouwen    | 12        | Groepsfase Verloren van Australië 48 - 0 Verloren van Verenigde Staten 17 - 7 Verloren van China 29 - 0 Plaatsing 9 - 12 Verloren van Kenia 21 - 17 Wedstrijd om plaats 11 Verloren van Brazilië 21 - 12 |

### Schermen
Mannen
| atleet                                                        | onderdeel   | eerste ronde         | tweede ronde         | derde ronde                | kwartfinale            | halve finale         | finale / BM                | finale / BM    |
| atleet                                                        | onderdeel   | tegenstander uitslag | tegenstander uitslag | tegenstander uitslag       | tegenstander uitslag   | tegenstander uitslag | tegenstander uitslag       | rang           |
| ------------------------------------------------------------- | ----------- | -------------------- | -------------------- | -------------------------- | ---------------------- | -------------------- | -------------------------- | -------------- |
| Koki Kano                                                     | degen       | bye                  | Garozzo W 15 - 12    | Bida V 12 - 15             | niet geplaatst         | niet geplaatst       | niet geplaatst             | niet geplaatst |
| Kazuyasu Minobe                                               | degen       | bye                  | Jurka W 15 - 14      | Park S-y V 6 - 15          | niet geplaatst         | niet geplaatst       | niet geplaatst             | niet geplaatst |
| Masaru Yamada                                                 | degen       | bye                  | Petrov W 15 - 13     | Kurbanov W 15 - 8          | Santarelli V 13 - 15   | niet geplaatst       | niet geplaatst             | niet geplaatst |
| Koki Kano Kazuyasu Minobe Satoru Uyama Masaru Yamada          | degen team  | n.v.t.               | n.v.t.               | Verenigde Staten W 45 - 39 | Frankrijk W 45 - 44    | Zuid-Korea W 45 - 38 | Russische ploeg W 45 - 36  | Goud           |
| Kyosuke Matsuyama                                             | floret      | bye                  | Pauty W 15 - 7       | Garozzo V 14 - 15          | niet geplaatst         | niet geplaatst       | niet geplaatst             | niet geplaatst |
| Toshiya Saito                                                 | floret      | bye                  | Toldo W 15 - 10      | Lefort V 4 - 15            | niet geplaatst         | niet geplaatst       | niet geplaatst             | niet geplaatst |
| Takahiro Shikine                                              | floret      | bye                  | Samandi W 15 - 4     | Choi W 15 - 6              | Abouelkassem W 15 - 13 | Garozzo V 9 - 15     | Choupenitch V 8 - 15       | 4              |
| Kyosuke Matsuyama Yudai Nagano Toshiya Saito Takahiro Shikine | floret team | n.v.t.               | n.v.t.               | bye                        | Italië W 45 - 43       | Frankrijk V 42 - 45  | Verenigde Staten V 31 - 45 | 4              |
| Tomohiro Shimamura                                            | sabel       | Mackiewicz V 13 - 15 | niet geplaatst       | niet geplaatst             | niet geplaatst         | niet geplaatst       | niet geplaatst             | niet geplaatst |
| Kaito Streets                                                 | sabel       | Bounabi W 15 - 9     | Dershwitz V 9 - 15   | niet geplaatst             | niet geplaatst         | niet geplaatst       | niet geplaatst             | niet geplaatst |
| Kento Yoshida                                                 | sabel       | Quintero V 13 - 15   | niet geplaatst       | niet geplaatst             | niet geplaatst         | niet geplaatst       | niet geplaatst             | niet geplaatst |
| Tomohiro Shimamura Kaito Streets Kenta Tokunan Kento Yoshida  | sabel team  | n.v.t.               | n.v.t.               | Egypte V 42 - 45           | niet geplaatst         | niet geplaatst       | niet geplaatst             | 9              |

Vrouwen
| atleet                                                  | onderdeel   | eerste ronde         | tweede ronde         | derde ronde          | kwartfinale                | halve finale                                | finale / BM                                      | finale / BM    |
| atleet                                                  | onderdeel   | tegenstander uitslag | tegenstander uitslag | tegenstander uitslag | tegenstander uitslag       | tegenstander uitslag                        | tegenstander uitslag                             | rang           |
| ------------------------------------------------------- | ----------- | -------------------- | -------------------- | -------------------- | -------------------------- | ------------------------------------------- | ------------------------------------------------ | -------------- |
| Nozomi Satō                                             | degen       | bye                  | Kang Y-m W 15 - 14   | Beljajeva V 10 - 15  | niet geplaatst             | niet geplaatst                              | niet geplaatst                                   | niet geplaatst |
| Rio Azuma                                               | floret      | bye                  | Jeon H-s V 10 - 11   | niet geplaatst       | niet geplaatst             | niet geplaatst                              | niet geplaatst                                   | niet geplaatst |
| Sera Azuma                                              | floret      | bye                  | Ryan V 11 - 12       | niet geplaatst       | niet geplaatst             | niet geplaatst                              | niet geplaatst                                   | niet geplaatst |
| Yuka Ueno                                               | floret      | bye                  | Mohamed W 15 - 5     | Ross W 15 - 9        | Kiefer V 11 - 15           | niet geplaatst                              | niet geplaatst                                   | niet geplaatst |
| Rio Azuma Sera Azuma Sumire Tsuji Yuka Ueno             | floret team | n.v.t.               | n.v.t.               | n.v.t.               | Verenigde Staten V 36 - 45 | Plaatsings-halve finale Egypte W 45 - 27    | Wedstrijd op plaats 5 Canada V 31 - 45           | 6              |
| Chika Aoki                                              | sabel       | Dayibekova V 9 - 15  | niet geplaatst       | niet geplaatst       | niet geplaatst             | niet geplaatst                              | niet geplaatst                                   | niet geplaatst |
| Misaki Emura                                            | sabel       | bye                  | Gkountoura W 15 - 8  | Brunet V 12 - 15     | niet geplaatst             | niet geplaatst                              | niet geplaatst                                   | niet geplaatst |
| Norika Tamura                                           | sabel       | bye                  | Qian J V 8 - 15      | niet geplaatst       | niet geplaatst             | niet geplaatst                              | niet geplaatst                                   | niet geplaatst |
| Chika Aoki Misaki Emura Shihomi Fukushima Norika Tamura | sabel team  | n.v.t.               | n.v.t.               | Tunesië W 45 - 29    | Russische ploeg V 34 - 45  | Plaatsings-halve finale Hongarije W 45 - 42 | Wedstrijd om plaats 5 Verenigde Staten W 45 - 43 | 5              |

### Schietsport
Mannen
| atleet             | onderdeel               | kwalificaties | kwalificaties | finale         | finale         |
| atleet             | onderdeel               | punten        | rang          | punten         | rang           |
| ------------------ | ----------------------- | ------------- | ------------- | -------------- | -------------- |
| Kojiro Horimizu    | 10 m luchtpistool       | 576           | 15            | niet geplaatst | niet geplaatst |
| Takayuki Matsumoto | 10 m luchtgeweer        | 621,7         | 37            | niet geplaatst | niet geplaatst |
| Takayuki Matsumoto | 50 m geweer 3 houdingen | 1145-42x      | 37            | niet geplaatst | niet geplaatst |
| Naoya Okada        | 10 meter luchtgeweer    | 625,7         | 20            | niet geplaatst | niet geplaatst |
| Naoya Okada        | 50 m geweer 3 houdingen | 1158-44x      | 31            | niet geplaatst | niet geplaatst |
| Dai Yoshioka       | 25 m snelvuurpistool    | 582-17x       | 8             | niet geplaatst | niet geplaatst |
| Hiroyuki Ikawa     | skeet                   | 114           | 27            | niet geplaatst | niet geplaatst |
| Shigetaka Oyama    | trap                    | 115           | 29            | niet geplaatst | niet geplaatst |

Vrouwen
| atlete           | onderdeel               | kwalificaties | kwalificaties | finale         | finale         |
| atlete           | onderdeel               | punten        | rang          | punten         | rang           |
| ---------------- | ----------------------- | ------------- | ------------- | -------------- | -------------- |
| Chizuru Sasaki   | 10 m luchtpistool       | 556           | 50            | niet geplaatst | niet geplaatst |
| Chizuru Sasaki   | 25 m pistool            | 567           | 40            | niet geplaatst | niet geplaatst |
| Satoko Yamada    | 10 m luchtpistool       | 570           | 23            | niet geplaatst | niet geplaatst |
| Satoko Yamada    | 25 m pistool            | 563           | 43            | niet geplaatst | niet geplaatst |
| Haruka Nakaguchi | 10 m luchtgeweer        | 622,2         | 32            | niet geplaatst | niet geplaatst |
| Shiori Hirata    | 10 m luchtgeweer        | 622,1         | 34            | niet geplaatst | niet geplaatst |
| Shiori Hirata    | 50 m geweer 3 houdingen | 1169-49x      | 11            | niet geplaatst | niet geplaatst |
| Naoko Ishihara   | skeet                   | 114           | 21            | niet geplaatst | niet geplaatst |
| Yukie Nakayama   | trap                    | 115           | 19            | niet geplaatst | niet geplaatst |

Gemengd
| atleet                           | onderdeel         | kwalificatie 1 | kwalificatie 1 | kwalificatie 2 | kwalificatie 2 | finale         | finale         |
| atleet                           | onderdeel         | punten         | rang           | punten         | rang           | punten         | rang           |
| -------------------------------- | ----------------- | -------------- | -------------- | -------------- | -------------- | -------------- | -------------- |
| Kojiro Horimizu Satoko Yamada    | 10 m luchtpistool | 559            | 20             | niet geplaatst | niet geplaatst | niet geplaatst | niet geplaatst |
| Takayuki Matsumoto Shiori Hirata | 10 m luchtgeweer  | 620,3          | 26             | niet geplaatst | niet geplaatst | niet geplaatst | niet geplaatst |
| Naoya Okada Haruka Nakaguchi     | 10 m luchtgeweer  | 625,6          | 13             | niet geplaatst | niet geplaatst | niet geplaatst | niet geplaatst |
| Shigetaka Oyama Yukie Nakayama   | trap              | 145            | 5              | n.v.t.         | n.v.t.         | niet geplaatst | niet geplaatst |

### Schoonspringen
Mannen
| atleet                     | onderdeel            | series | series | halve finale   | halve finale   | finale         | finale         |
| atleet                     | onderdeel            | punten | rang   | punten         | rang           | punten         | rang           |
| -------------------------- | -------------------- | ------ | ------ | -------------- | -------------- | -------------- | -------------- |
| Ken Terauchi               | 3 m plank            | 430,20 | 10 Q   | 424,50         | 7 Q            | 359,70         | 12             |
| Reo Nishida                | 10 m toren           | 314,30 | 25     | niet geplaatst | niet geplaatst | niet geplaatst | niet geplaatst |
| Rikuto Tamai               | 10 m toren           | 374,25 | 16 Q   | 413,65         | 8 Q            | 431,95         | 7              |
| Sho Sakai Ken Terauchi     | 3 m plank synchroon  | n.v.t. | n.v.t. | n.v.t.         | n.v.t.         | 393,93         | 5              |
| Hiroki Ito Kazuki Murakami | 10 m toren synchroon | n.v.t. | n.v.t. | n.v.t.         | n.v.t.         | 377,10         | 8              |

Vrouwen
| atlete                         | onderdeel            | series | series | halve finale   | halve finale   | finale         | finale         |
| atlete                         | onderdeel            | punten | rang   | punten         | rang           | punten         | rang           |
| ------------------------------ | -------------------- | ------ | ------ | -------------- | -------------- | -------------- | -------------- |
| Sayaka Mikami                  | 3 m plank            | 317,10 | 5 Q    | 273,70         | 16             | niet geplaatst | niet geplaatst |
| Haruka Enomoto                 | 3 m plank            | 277,85 | 17 Q   | 255,40         | 17             | niet geplaatst | niet geplaatst |
| Matsuri Arai                   | 10 m toren           | 268,80 | 22     | niet geplaatst | niet geplaatst | niet geplaatst | niet geplaatst |
| Haruka Enomoto Hazuki Miyamoto | 3 m plank synchroon  | n.v.t. | n.v.t. | n.v.t.         | n.v.t.         | 269,40         | 5              |
| Matsuri Arai Minami Itahashi   | 10 m toren synchroon | n.v.t. | n.v.t. | n.v.t.         | n.v.t.         | 291,42         | 6              |

### Skateboarden
Mannen
| atlete        | onderdeel | kwalificaties | kwalificaties | finale         | finale         |
| atlete        | onderdeel | punten        | rang          | punten         | rang           |
| ------------- | --------- | ------------- | ------------- | -------------- | -------------- |
| Ayumu Hirano  | park      | 62,03         | 14            | niet geplaatst | niet geplaatst |
| Yukito Aoki   | street    | 18,60         | 17            | niet geplaatst | niet geplaatst |
| Yuto Horigome | street    | 33,75         | 6             | 37,18          | Goud           |
| Sora Shirai   | street    | 31,52         | 9             | niet geplaatst | niet geplaatst |

Vrouwen
| atlete          | onderdeel | kwalificaties | kwalificaties | finale | finale |
| atlete          | onderdeel | punten        | rang          | punten | rang   |
| --------------- | --------- | ------------- | ------------- | ------ | ------ |
| Kokona Hiraki   | park      | 52,46         | 3             | 59,04  | Zilver |
| Misugu Okamoto  | park      | 58,51         | 1             | 53,58  | 4      |
| Sakura Yosozumi | park      | 45,98         | 4             | 60,09  | Goud   |
| Funa Nakayama   | street    | 15,77         | 1             | 14,49  | Brons  |
| Aori Nishimura  | street    | 12,82         | 5             | 6,92   | 8      |
| Momiji Nishiya  | street    | 15,40         | 2             | 15,26  | Goud   |

### Softbal
| Olympiër | Discipline | Resultaat | Prestatie |
| --- | ---------- | --------- | --- |
| Yamato Fujita Yukiko Ueno Miu Goto Yukiyo Mine Nayu Kiyohara Haruka Agatsuma Yuka Ichiguchi Yu Yamamoto Hitomi Kawabata Mana Atsumi Minori Naito Saki Yamazaki Nodoka Harada Sayaka Mori Eri Yamada | vrouwen    | Goud      | Groepsfase Gewonnen van Australië 8 - 1 Gewonnen van Malawi 3 - 2 Gewonnen van Italië 5 - 0 Gewonnen van Canada 1 - 0 Verloren van Verenigde Staten 1 - 2 Finale Gewonnen van Verenigde Staten 2 - 0 |

### Surfen
Mannen
| atleet         | onderdeel | eerste ronde | eerste ronde | tweede ronde | tweede ronde | derde ronde           | kwartfinale              | halve finale           | finale / BM             | finale / BM    |                |
| atleet         | onderdeel | punten       | rang         | punten       | rang         | tegenstander uitslag  | tegenstander uitslag     | tegenstander uitslag   | tegenstander uitslag    | rang           |                |
| -------------- | --------- | ------------ | ------------ | ------------ | ------------ | --------------------- | ------------------------ | ---------------------- | ----------------------- | -------------- | -------------- |
| Kanoa Igarashi | surfen    | 12,77        | 1 Q          | bye          | bye          | Waida W 14,00 - 12,00 | Andino W 12,60 - 11,00   | Medina W 17,00 - 16,76 | Ferreira V 6,60 - 15,14 | Zilver         |                |
| Hiroto Ohhara  | surfen    | 11,40        | 2 Q          | bye          | bye          | Tudela W 10,00 - 9,63 | Ferreira V 11,90 - 16,30 | niet geplaatst         | niet geplaatst          | niet geplaatst | niet geplaatst |

Vrouwen
| atleet        | onderdeel | eerste ronde | eerste ronde | tweede ronde | tweede ronde | derde ronde                | kwartfinale                 | halve finale         | finale / BM          | finale / BM    |
| atleet        | onderdeel | punten       | rang         | punten       | rang         | tegenstander uitslag       | tegenstander uitslag        | tegenstander uitslag | tegenstander uitslag | rang           |
| ------------- | --------- | ------------ | ------------ | ------------ | ------------ | -------------------------- | --------------------------- | -------------------- | -------------------- | -------------- |
| Mahina Maeda  | surfen    | 9,20         | 4            | 9,63         | 3 Q          | Marks V 7,34 - 15,33       | niet geplaatst              | niet geplaatst       | niet geplaatst       | niet geplaatst |
| Amuro Tsuzuki | surfen    | 6,99         | 4            | 11,60        | 1 Q          | Weston-Webb W 10,33 - 9,00 | Fitzgibbons W 13,27 - 11,67 | Moore V 7,35 - 8,33  | Marks W 6,80 - 4,26  | Brons          |

### Synchroonzwemmen
| atlete | onderdeel | technische routine | technische routine | vrije routine (voorronde) | vrije routine (voorronde) | vrije routine (voorronde) | vrije routine (finale) | vrije routine (finale)    | vrije routine (finale) |
| atlete | onderdeel | punten             | rang               | punten                    | totaal (technisch + vrij) | rang                      | punten                 | totaal (technisch + vrij) | rang                   |
| --- | --------- | ------------------ | ------------------ | ------------------------- | ------------------------- | ------------------------- | ---------------------- | ------------------------- | ---------------------- |
| Yukiko Inui Megumu Yoshida                                                                                           | duet      | 93,3499            | 4                  | 93,9333                   | 187,2832                  | 4 Q                       | 94,4667                | 187,8166                  | 4                      |
| Juka Fukumura Yukiko Inui Moeka Kijima Okina Kyogoku Mayu Tsukamoto Mashiro Yasunaga Akane Yanagisawa Megumu Yoshida | team      | 93,3773            | 4                  | n.v.t.                    | n.v.t.                    | n.v.t.                    | 94,9333                | 188,3106                  | 4                      |

### Taekwondo
Mannen
| atleet         | onderdeel | eerste ronde         | kwartfinale          | halve finale         | herkansing           | finale / BM          | finale / BM    |
| atleet         | onderdeel | tegenstander uitslag | tegenstander uitslag | tegenstander uitslag | tegenstander uitslag | tegenstander uitslag | rang           |
| -------------- | --------- | -------------------- | -------------------- | -------------------- | -------------------- | -------------------- | -------------- |
| Sergio Suzuki  | -58 kg    | Demse V 2 - 22       | niet geplaatst       | niet geplaatst       | niet geplaatst       | niet geplaatst       | niet geplaatst |
| Ricardo Suzuki | -68 kg    | Husiç V 2 - 22       | niet geplaatst       | niet geplaatst       | niet geplaatst       | niet geplaatst       | niet geplaatst |

Vrouwen
| atlete      | onderdeel | eerste ronde         | kwartfinale          | halve finale             | herkansing           | finale / BM          | finale / BM    |
| atlete      | onderdeel | tegenstander uitslag | tegenstander uitslag | tegenstander uitslag     | tegenstander uitslag | tegenstander uitslag | rang           |
| ----------- | --------- | -------------------- | -------------------- | ------------------------ | -------------------- | -------------------- | -------------- |
| Miyu Yamada | -49 kg    | Su P-y W 10 - 9      | Sim J-y W 16 - 7     | Wongpattanakit V 12 - 34 | bye                  | Bogdanović V 6 - 20  | 5              |
| Mayu Hamada | -57 kg    | Ben Yessouf V 6 - 11 | niet geplaatst       | niet geplaatst           | niet geplaatst       | niet geplaatst       | niet geplaatst |

### Tafeltennis
Mannen
| atleet                                   | onderdeel | voorronde            | eerste ronde         | tweede ronde         | derde ronde          | vierde ronde         | kwartfinale          | halve finale         | finale / BM          | finale / BM    |
| atleet                                   | onderdeel | tegenstander uitslag | tegenstander uitslag | tegenstander uitslag | tegenstander uitslag | tegenstander uitslag | tegenstander uitslag | tegenstander uitslag | tegenstander uitslag | rang           |
| ---------------------------------------- | --------- | -------------------- | -------------------- | -------------------- | -------------------- | -------------------- | -------------------- | -------------------- | -------------------- | -------------- |
| Tomokazu Harimoto                        | enkelspel | bye                  | bye                  | bye                  | Lam W 4 - 1          | Jorgić V 3 - 4       | niet geplaatst       | niet geplaatst       | niet geplaatst       | niet geplaatst |
| Koki Niwa                                | enkelspel | bye                  | bye                  | bye                  | Wang W 4 - 0         | Ovtcharov V 1 - 4    | niet geplaatst       | niet geplaatst       | niet geplaatst       | niet geplaatst |
| Tomokazu Harimoto Jun Mizutani Koki Niwa | team      | n.v.t.               | n.v.t.               | n.v.t.               | n.v.t.               | Australië W 3 - 0    | Zweden W 3 - 1       | Duitsland V 3 - 2    | Zuid-Korea W 3 - 1   | Brons          |

Vrouwen
| atlete                              | onderdeel | voorronde            | eerste ronde         | tweede ronde         | derde ronde          | vierde ronde         | kwartfinale            | halve finale         | finale / BM          | finale / BM    |
| atlete                              | onderdeel | tegenstander uitslag | tegenstander uitslag | tegenstander uitslag | tegenstander uitslag | tegenstander uitslag | tegenstander uitslag   | tegenstander uitslag | tegenstander uitslag | rang           |
| ----------------------------------- | --------- | -------------------- | -------------------- | -------------------- | -------------------- | -------------------- | ---------------------- | -------------------- | -------------------- | -------------- |
| Kasumi Ishikawa                     | enkelspel | bye                  | bye                  | bye                  | Paranang W 4 - 2     | Polcanova W 4 - 0    | Yu V 1 - 4             | niet geplaatst       | niet geplaatst       | niet geplaatst |
| Mima Ito                            | enkelspel | bye                  | bye                  | bye                  | Yu W 4 - 1           | Sawettabut W 4 - 0   | Jeon W 4 - 0           | Sun V 0 - 4          | Yu W 4 - 1           | Brons          |
| Miu Hirano Kasumi Ishikawa Mima Ito | team      | n.v.t.               | n.v.t.               | n.v.t.               | n.v.t.               | Hongarije W 3 - 0    | Chinees Taipei W 3 - 0 | Hongkong W 3 - 0     | China V 0 - 3        | Zilver         |

Gemengd
| atleet                | onderdeel  | eerste ronde               | kwartfinale               | halve finale         | finale / BM          | finale / BM |
| atleet                | onderdeel  | tegenstander uitslag       | tegenstander uitslag      | tegenstander uitslag | tegenstander uitslag | rang        |
| --------------------- | ---------- | -------------------------- | ------------------------- | -------------------- | -------------------- | ----------- |
| Jun Mizutani Mima Ito | dubbelspel | Fegerl / Polcanova W 4 - 1 | Franziska / Solja W 4 - 3 | Lin / Cheng W 4 - 1  | Xu / Liu W 4 - 3     | Goud        |

### Tennis
Mannen
| atlete                         | onderdeel  | eerste ronde                     | tweede ronde                   | derde ronde                   | kwartfinale               | halve finale         | finale / BM          | finale / BM    |
| atlete                         | onderdeel  | tegenstander uitslag             | tegenstander uitslag           | tegenstander uitslag          | tegenstander uitslag      | tegenstander uitslag | tegenstander uitslag | rang           |
| ------------------------------ | ---------- | -------------------------------- | ------------------------------ | ----------------------------- | ------------------------- | -------------------- | -------------------- | -------------- |
| Taro Daniel                    | enkelspel  | Sonego V 6-4, 6-7(6-8), 6-7(3-7) | niet geplaatst                 | niet geplaatst                | niet geplaatst            | niet geplaatst       | niet geplaatst       | niet geplaatst |
| Kei Nishikori                  | enkelspel  | Roebljov W 6-3, 6-4              | Giron W 7-6, 3-6, 6-1          | Ivasjka W 7-6(9-7), 6-0       | Đoković V 2-6, 0-6        | niet geplaatst       | niet geplaatst       | niet geplaatst |
| Yoshihito Nishioka             | enkelspel  | Chatsjanov V 6-3, 1-6, 2-6       | niet geplaatst                 | niet geplaatst                | niet geplaatst            | niet geplaatst       | niet geplaatst       | niet geplaatst |
| Yuichi Sugita                  | enkelspel  | Fognini V 4-6, 3-6               | niet geplaatst                 | niet geplaatst                | niet geplaatst            | niet geplaatst       | niet geplaatst       | niet geplaatst |
| Ben McLachlan Kei Nishikori    | dubbelspel | n.v.t.                           | J. Sousa / P. Sousa W 6-1, 6-4 | } Murray / Skupski W 6-3, 6-4 | Mektić / Pavić V 3-6, 3-6 | niet geplaatst       | niet geplaatst       | niet geplaatst |
| Taro Daniel Yoshihito Nishioka | dubbelspel | n.v.t.                           | Čilić / Dodig V 2-6, 4-6       | niet geplaatst                | niet geplaatst            | niet geplaatst       | niet geplaatst       | niet geplaatst |

Vrouwen
| atlete                     | onderdeel  | eerste ronde          | tweede ronde                             | derde ronde            | kwartfinale          | halve finale         | finale / BM          | finale / BM    |
| atlete                     | onderdeel  | tegenstander uitslag  | tegenstander uitslag                     | tegenstander uitslag   | tegenstander uitslag | tegenstander uitslag | tegenstander uitslag | rang           |
| -------------------------- | ---------- | --------------------- | ---------------------------------------- | ---------------------- | -------------------- | -------------------- | -------------------- | -------------- |
| Misaki Doi                 | enkelspel  | Zarazúa W 6-3, 6-2    | Bencic V 2-6, 4-6                        | niet geplaatst         | niet geplaatst       | niet geplaatst       | niet geplaatst       | niet geplaatst |
| Nao Hibino                 | enkelspel  | Stojanović V 3-6, 3-6 | niet geplaatst                           | niet geplaatst         | niet geplaatst       | niet geplaatst       | niet geplaatst       | niet geplaatst |
| Naomi Osaka                | enkelspel  | Zheng S W 6-1, 6-4    | Golubic 'W 6-3, 6-2                      | Vondroušová V 1-6, 4-6 | niet geplaatst       | niet geplaatst       | niet geplaatst       | niet geplaatst |
| Shuko Aoyama Ena Shibahara | dubbelspel | n.v.t.                | Bencic / Golubic V 4-6, 7-6(7-5), [5-10] | niet geplaatst         | niet geplaatst       | niet geplaatst       | niet geplaatst       | niet geplaatst |
| Nao Hibino Makoto Ninomiya | dubbelspel | n.v.t.                | Barty / Sanders V 1-6, 2-6               | niet geplaatst         | niet geplaatst       | niet geplaatst       | niet geplaatst       | niet geplaatst |

Gemengd
| atlete                      | onderdeel  | eerste ronde                        | kwartfinale                                         | halve finale         | finale / BM          | finale / BM    |
| atlete                      | onderdeel  | tegenstander uitslag                | tegenstander uitslag                                | tegenstander uitslag | tegenstander uitslag | rang           |
| --------------------------- | ---------- | ----------------------------------- | --------------------------------------------------- | -------------------- | -------------------- | -------------- |
| Ena Shibahara Ben McLachlan | dubbelspel | Sjvedova / Goloebev W 6-3, 7-6(7-3) | Pavljoetsjenkova / Roebljov V 5-7, 7-6(7-0), [8-10] | niet geplaatst       | niet geplaatst       | niet geplaatst |

### Triatlon
Individueel
| Atleet          | Evenement | Zwemmen(1.5 km) | Rang 1 | Fietsen (40 km) | Rang 2 | Lopen(10 km) | Totaal Tijd | Ranking |
| --------------- | --------- | --------------- | ------ | --------------- | ------ | ------------ | ----------- | ------- |
| Kenji Nener     | Mannen    | 17.51           |        | 56.31           |        | 30.53        | 1.46.24     | 14      |
| Makoto Odakura  | Mannen    | 18.21           |        | 56.05           |        | 31.26        | 1.47.03     | 19      |
| Niina Kishimoto | Vrouwen   | 19.48           | 17     | DNF             | DNF    | DNF          | DNF         | DNF     |
| Yuko Takahashi  | Vrouwen   | 19.10           |        | 1.03.15         |        | 37.40        | 2.01.18     | 18      |

Gemengd
| Atleet          | Evenement   | Zwemmen (250 m) | Rang 1 | Fietsen (7 km) | Rang 2 | Lopen (1.5 km) | Totaal Groeps tijd | Ranking |
| --------------- | ----------- | --------------- | ------ | -------------- | ------ | -------------- | ------------------ | ------- |
| Yuko Takahashi  | Mixed relay | 3.52            |        | 10.31          |        | 6.26           | 1.27.02            | 13      |
| Kenji Nener     | Mixed relay | 4.03            |        | 9.36           |        | 5.48           | 1.27.02            | 13      |
| Niina Kishimoto | Mixed relay | 4.32            |        | 10.22          |        | 6.54           | 1.27.02            | 13      |
| Makoto Odakura  | Mixed relay | 4.11            |        | 10.19          |        | 6.01           | 1.27.02            | 13      |

### Voetbal
Mannen
| Atleten | Discipline | Resultaat | Prestatie |
| --- | ---------- | --------- | --------- |
| Keisuke Osako Hiroki Sakai Yuta Nakayama Ko Itakura Maya Yoshida Wataru Endo Takefusa Kubo Koji Miyoshi Daizen Maeda Ritsu Dōan Kaoru Mitoma Kosei Tani Reo Hatate Takehiro Tomiyasu Daiki Hashioka Yuki Soma Ao Tanaka Ayase Ueda Daichi Hayashi Koki Machida Ayumu Seko Zion Suzuki | mannen     | 4         | zie onder |

| Groep |             |             |             |             |             |            |            |            |        |
| #     | Land        | Wedstrijden | Wedstrijden | Wedstrijden | Wedstrijden | Doelpunten | Doelpunten | Doelpunten | Punten |
| #     | Land        | G           | W           | G           | V           | V          | T          | Saldo      | Punten |
| 1     | Japan       | 3           | 3           | 0           | 0           | 7          | 1          | +6         | 9      |
| 2     | Mexico      | 3           | 2           | 0           | 1           | 8          | 3          | +5         | 6      |
| 3     | Frankrijk   | 3           | 1           | 0           | 2           | 5          | 11         | -6         | 3      |
| 4     | Zuid-Afrika | 3           | 0           | 0           | 3           | 3          | 8          | -5         | 0      |

| Ronde          | Datum           | Lokale tijd | MEZT      | Land   | Score       | Land          |  |
| -------------- | --------------- | ----------- | --------- | ------ | ----------- | ------------- |  |
| groepsfase     |                 |             |           |        |             |               |  |
| 22 juli 2021   | 20:00           | 13:00       | Japan     | 1 - 0  | Zuid-Afrika |               |  |
| 25 juli 2021   | 20:00           | 13:00       | Japan     | 2 - 1  | Mexico      |               |  |
| 28 juli 2021   | 20:30           | 13:30       | Frankrijk | 0 - 4  | Japan       |               |  |
|                |                 |             |           |        |             |               |  |
| kwartfinale    | 31 juli 2021    | 18:00       | 11:00     | Japan  | 0 - 0 4 - 2 | Nieuw-Zeeland |  |
|                |                 |             |           |        |             |               |  |
| halve finale   | 3 augustus 2021 | 20:00       | 13:00     | Japan  | 0 - 1       | Spanje        |  |
|                |                 |             |           |        |             |               |  |
| bronzen finale | 6 augustus 2021 | 18:00       | 11:00     | Mexico | 3 - 1       | Japan         |  |

Vrouwen
| Atleten | Discipline | Resultaat | Prestatie |
| --- | ---------- | --------- | --------- |
| Sakiko Ikeda Risa Shimizu Saori Takarada Saki Kumagai Moeka Minami Hina Sugita Emi Nakajima Narumi Miura Yuika Sugasawa Mana Iwabuchi Mina Tanaka Jun Endo Yuzuho Shiokoshi Yui Hasegawa Yuka Momiki Asato Miyagawa Nanami Kitamura Ayaka Yamashita Shiori Miyake Honoka Hayashi Momoka Kinoshita Chika Hirao | vrouwen    | 8         | zie onder |

| Groep F |                  |             |             |             |             |            |            |            |        |
| #       | Land             | Wedstrijden | Wedstrijden | Wedstrijden | Wedstrijden | Doelpunten | Doelpunten | Doelpunten | Punten |
| #       | Land             | G           | W           | G           | V           | V          | T          | Saldo      | Punten |
| 1       | Groot-Brittannië | 3           | 2           | 1           | 0           | 4          | 1          | +3         | 7      |
| 2       | Canada           | 3           | 1           | 2           | 0           | 4          | 3          | +1         | 5      |
| 3       | Japan            | 3           | 1           | 1           | 1           | 2          | 2          | 0          | 4      |
| 4       | Chili            | 3           | 0           | 0           | 3           | 1          | 5          | -4         | 0      |

| Ronde          | Datum | Lokale tijd | MEZT   | Land  | Score            | Land |  |
| -------------- | ----- | ----------- | ------ | ----- | ---------------- | ---- |  |
| Groepsfase     |       |             |        |       |                  |      |  |
| 21 juli 2021   | 19:30 | 12:30       | Japan  | 1 - 1 | Canada           |      |  |
| 24 juli 2021   | 19:30 | 12:30       | Japan  | 0 - 1 | Groot-Brittannië |      |  |
| 27 juli 2021   | 20:00 | 13:00       | Chili  | 0 - 1 | Japan            |      |  |
|                |       |             |        |       |                  |      |  |
| Kwartfinale    |       |             |        |       |                  |      |  |
| 30 juli        | 19:00 | 12:00       | Zweden | 3 - 1 | Japan            |      |  |
|                |       |             |        |       |                  |      |  |
| Halve finale   |       |             |        |       |                  |      |  |
| niet geplaatst |       |             |        |       |                  |      |  |
|                |       |             |        |       |                  |      |  |
| Finale         |       |             |        |       |                  |      |  |
| niet geplaatst |       |             |        |       |                  |      |  |

### Volleybal

#### Beachvolleybal
Mannen
| atleten                             | onderdeel | eerste ronde                                                                                | eerste ronde | vierde ronde         | kwartfinale          | halve finale         | finale / BM          | finale / BM    |
| atleten                             | onderdeel | tegenstander uitslag                                                                        | stand        | tegenstander uitslag | tegenstander uitslag | tegenstander uitslag | tegenstander uitslag | rang           |
| ----------------------------------- | --------- | ------------------------------------------------------------------------------------------- | ------------ | -------------------- | -------------------- | -------------------- | -------------------- | -------------- |
| Yusuke Ishijima Katsuhiro Shiratori | mannen    | Kantor – Łosiak V 15-21, 14-21 Lupo – Nicolai V 19-21, 16-21 Thole – Wickler V 16-21, 11-21 | 4            | niet geplaatst       | niet geplaatst       | niet geplaatst       | niet geplaatst       | niet geplaatst |

Vrouwen
| atleten                    | onderdeel | eerste ronde | eerste ronde | vierde ronde         | kwartfinale          | halve finale         | finale / BM          | finale / BM    |
| atleten                    | onderdeel | tegenstander uitslag                                                                                                | stand        | tegenstander uitslag | tegenstander uitslag | tegenstander uitslag | tegenstander uitslag | rang           |
| -------------------------- | --------- | --- | ------------ | -------------------- | -------------------- | -------------------- | -------------------- | -------------- |
| Miki Ishii Megumi Murakami | vrouwen   | Hermannová – Sluková W 21-0, 21-0 (opgave) Ludwig – Kozuch V 17-21, 20-22 Hüberli – Betschart V 21-14, 19-21, 20-22 | 3            | niet geplaatst       | niet geplaatst       | niet geplaatst       | niet geplaatst       | niet geplaatst |

#### Zaalvolleybal
Mannen
| Atleten | Discipline | Resultaat   | Prestatie |
| --- | ---------- | ----------- | --------- |
| Kunihiro Shimizu Taishi Onodera Naonobu Fujii Akihiro Yamauchi Yuji Nishida Masahiro Sekita Yūki Ishikawa Haku Ri Kenta Takanashi Tatsunori Otsuka Tomohiro Yamamoto Ran Takahashi | zaal       | kwartfinale | zie onder |

| # | Ploeg     | Punten | Wedstrijden | Wedstrijden | Wedstrijden | Sets | Sets | Sets  |
| # | Ploeg     | Punten | G           | W           | V           | W    | V    | Ratio |
| - | --------- | ------ | ----------- | ----------- | ----------- | ---- | ---- | ----- |
| 1 | Polen     | 13     | 5           | 4           | 1           | 14   | 4    | +10   |
| 2 | Italië    | 11     | 5           | 4           | 1           | 12   | 7    | +5    |
| 3 | Japan     | 8      | 5           | 3           | 2           | 10   | 9    | +1    |
| 4 | Canada    | 7      | 5           | 2           | 3           | 9    | 9    | 0     |
| 5 | Iran      | 6      | 5           | 2           | 3           | 9    | 11   | -2    |
| 6 | Venezuela | 0      | 5           | 0           | 5           | 1    | 15   | -14   |

| Ronde           | Datum           | Lokale tijd    | MEZT           | Land           | Score          | Land           |
| --------------- | --------------- | -------------- | -------------- | -------------- | -------------- | -------------- |
| Groepsfase      |                 |                |                |                |                |                |
| 24 juli 2021    | 17:05           | 10:05          | Japan          | 3 - 0          | Venezuela      |                |
| 26 juli 2021    | 19:40           | 12:40          | Japan          | 3 - 1          | Canada         |                |
| 28 juli 2021    | 19:40           | 12:40          | Japan          | 1 - 3          | Italië         |                |
| 30 juli 2021    | 14:20           | 07:20          | Japan          | 0 - 3          | Polen          |                |
| 1 augustus 2021 | 19:40           | 12:40          | Japan          | 3 - 2          | Iran           |                |
| Kwartfinale     | 3 augustus 2021 | 13:00          | 06:00          | Japan          | 0 - 3          | Brazilië       |
| Halve finale    | niet geplaatst  | niet geplaatst | niet geplaatst | niet geplaatst | niet geplaatst | niet geplaatst |
| Finale          | niet geplaatst  | niet geplaatst | niet geplaatst | niet geplaatst | niet geplaatst | niet geplaatst |

Vrouwen
| Atleten | Discipline | Resultaat  | Prestatie |
| --- | ---------- | ---------- | --------- |
| Ai Kurogo Sarina Koga Kanami Tashiro Mayu Ishikawa Haruyo Shimamura Mako Kobata Yuki Ishii Mai Okumura Erika Araki Aki Momii Kotona Hayashi Nichika Yamada | zaal       | groepsfase | zie onder |

| # | Ploeg                  | Punten | Wedstrijden | Wedstrijden | Wedstrijden | Sets | Sets | Sets  |
| # | Ploeg                  | Punten | G           | W           | V           | W    | V    | Ratio |
| - | ---------------------- | ------ | ----------- | ----------- | ----------- | ---- | ---- | ----- |
| 1 | Brazilië               | 14     | 5           | 5           | 0           | 15   | 3    | +12   |
| 2 | Servië                 | 12     | 5           | 4           | 1           | 13   | 3    | +10   |
| 3 | Zuid-Korea             | 7      | 5           | 3           | 2           | 9    | 10   | -1    |
| 4 | Dominicaanse Republiek | 8      | 5           | 2           | 3           | 10   | 10   | 0     |
| 5 | Japan                  | 4      | 5           | 1           | 4           | 6    | 12   | -6    |
| 6 | Kenia                  | 0      | 5           | 0           | 5           | 0    | 15   | -15   |

| Ronde           | Datum          | Lokale tijd    | MEZT           | Land           | Score                  | Land           |
| --------------- | -------------- | -------------- | -------------- | -------------- | ---------------------- | -------------- |
| Groepsfase      |                |                |                |                |                        |                |
| 25 juli 2021    | 19:40          | 12:40          | Japan          | 3 - 0          | Kenia                  |                |
| 27 juli 2021    | 14:20          | 07:20          | Japan          | 0 - 3          | Servië                 |                |
| 29 juli 2021    | 19:40          | 12:40          | Japan          | 0 - 3          | Brazilië               |                |
| 31 juli 2021    | 19:40          | 12:40          | Japan          | 2 - 3          | Zuid-Korea             |                |
| 2 augustus 2021 | 19:40          | 12:40          | Japan          | 1 - 3          | Dominicaanse Republiek |                |
| Kwartfinale     | niet geplaatst | niet geplaatst | niet geplaatst | niet geplaatst | niet geplaatst         | niet geplaatst |
| Halve finale    | niet geplaatst | niet geplaatst | niet geplaatst | niet geplaatst | niet geplaatst         | niet geplaatst |
| Finale          | niet geplaatst | niet geplaatst | niet geplaatst | niet geplaatst | niet geplaatst         | niet geplaatst |

### Waterpolo
Mannen
| Atleten | Onderdeel | Resultaat | Prestatie |
| --- | --------- | --------- | --------- |
| Katsuyuki Tanamura Seiya Adachi Harukiirario Koppu Mitsuaki Shiga Takuma Yoshida Toi Suzuki Yusuke Shimizu Mitsuru Takata Atsushi Arai Yusuke Inaba Keigo Okawa Kenta Araki Tomoyoshi Fukushima | mannen    | 10        | zie onder |

| Groep |                  |             |             |             |            |            |            |            |        |
| #     | Land             | Wedstrijden | Wedstrijden | Wedstrijden | Doelpunten | Doelpunten | Doelpunten | Doelpunten | Punten |
| #     | Land             | G           | W           | G           | V          | V          | T          | Saldo      | Punten |
| 1     | Griekenland      | 5           | 4           | 1           | 0          | 68         | 34         | +34        | 9      |
| 2     | Italië           | 5           | 3           | 2           | 0          | 60         | 32         | +28        | 8      |
| 3     | Hongarije        | 5           | 3           | 1           | 1          | 64         | 35         | +29        | 7      |
| 4     | Verenigde Staten | 5           | 2           | 0           | 3          | 59         | 53         | +6         | 4      |
| 5     | Japan            | 5           | 1           | 0           | 4          | 65         | 66         | -1         | 2      |
| 6     | Zuid-Afrika      | 5           | 0           | 0           | 5          | 20         | 116        | -96        | 0      |

| Ronde           | Datum          | Lokale tijd    | MEZT             | Land           | Score          | Land           |  |
| --------------- | -------------- | -------------- | ---------------- | -------------- | -------------- | -------------- |  |
| groepsfase      |                |                |                  |                |                |                |  |
| 25 juli 2021    | 14:00          | 07:00          | Verenigde Staten | 15 - 13        | Japan          |                |  |
| 27 juli 2021    | 18:20          | 11:20          | Japan            | 11 - 16        | Hongarije      |                |  |
| 29 juli 2021    | 18:20          | 11:20          | Griekenland      | 10 - 9         | Japan          |                |  |
| 31 juli 2021    | 18:20          | 11:20          | Italië           | 16 - 8         | Japan          |                |  |
| 2 augustus 2021 | 18:20          | 11:20          | Japan            | 24 - 9         | Zuid-Afrika    |                |  |
|                 |                |                |                  |                |                |                |  |
| kwartfinale     | niet geplaatst | niet geplaatst | niet geplaatst   | niet geplaatst | niet geplaatst | niet geplaatst |  |
|                 |                |                |                  |                |                |                |  |
| halve finale    | niet geplaatst | niet geplaatst | niet geplaatst   | niet geplaatst | niet geplaatst | niet geplaatst |  |
|                 |                |                |                  |                |                |                |  |
| finale          | niet geplaatst | niet geplaatst | niet geplaatst   | niet geplaatst | niet geplaatst | niet geplaatst |  |

Vrouwen
| Atleten | Onderdeel | Resultaat  | Prestatie |
| --- | --------- | ---------- | --------- |
| Rikako Miura Yumi Arima Akari Inaba Eruna Ura Kaho Iwano Miku Koide Maiko Hashida Yuki Niizawa Minori Yamamoto Kako Kawaguchi Marina Tokumoto Kyoko Kudo Minami Shioya | vrouwen   | groepsfase | zie onder |

| Groep |                  |             |             |             |            |            |            |            |        |
| #     | Land             | Wedstrijden | Wedstrijden | Wedstrijden | Doelpunten | Doelpunten | Doelpunten | Doelpunten | Punten |
| #     | Land             | G           | W           | G           | V          | V          | T          | Saldo      | Punten |
| 1     | Verenigde Staten | 4           | 3           | 0           | 1          | 64         | 26         | +38        | 6      |
| 2     | Hongarije        | 4           | 2           | 1           | 1          | 46         | 43         | +3         | 5      |
| 3     | Russische ploeg  | 4           | 2           | 1           | 1          | 53         | 61         | -8         | 5      |
| 4     | China            | 4           | 2           | 0           | 2          | 51         | 50         | +1         | 4      |
| 5     | Japan            | 4           | 0           | 0           | 4          | 44         | 78         | -34        | 0      |

| Ronde           | Datum          | Lokale tijd    | MEZT             | Land           | Score          | Land           |  |
| --------------- | -------------- | -------------- | ---------------- | -------------- | -------------- | -------------- |  |
| groepsfase      |                |                |                  |                |                |                |  |
| 24 juli 2021    | 14:00          | 07:00          | Verenigde Staten | 25 - 4         | Japan          |                |  |
| 28 juli 2021    | 18:20          | 11:20          | China            | 16 - 11        | Japan          |                |  |
| 30 juli 2021    | 18:20          | 11:20          | Japan            | 13 - 17        | Hongarije      |                |  |
| 1 augustus 2021 | 18:20          | 11:20          | Russische ploeg  | 20 - 16        | Japan          |                |  |
|                 |                |                |                  |                |                |                |  |
| kwartfinale     | niet geplaatst | niet geplaatst | niet geplaatst   | niet geplaatst | niet geplaatst | niet geplaatst |  |
|                 |                |                |                  |                |                |                |  |
| halve finale    | niet geplaatst | niet geplaatst | niet geplaatst   | niet geplaatst | niet geplaatst | niet geplaatst |  |
|                 |                |                |                  |                |                |                |  |
| finale          | niet geplaatst | niet geplaatst | niet geplaatst   | niet geplaatst | niet geplaatst | niet geplaatst |  |

### Wielersport

#### Baanwielrennen
Mannen
Sprint
| atleet        | onderdeel | kwalificaties | kwalificaties | ronde 1           | herkansing 1         | ronde 2              | herkansing 2         | ronde 3              | herkansing 3         | kwartfinale          | halve finale         | finale               | finale         |
| atleet        | onderdeel | tijd          | rang          | tegenstander tijd | tegenstander uitslag | tegenstander uitslag | tegenstander uitslag | tegenstander uitslag | tegenstander uitslag | tegenstander uitslag | tegenstander uitslag | tegenstander uitslag | rang           |
| ------------- | --------- | ------------- | ------------- | ----------------- | -------------------- | -------------------- | -------------------- | -------------------- | -------------------- | -------------------- | -------------------- | -------------------- | -------------- |
| Yudai Nitta   | sprint    | 9,728         | 26            | niet geplaatst    | niet geplaatst       | niet geplaatst       | niet geplaatst       | niet geplaatst       | niet geplaatst       | niet geplaatst       | niet geplaatst       | niet geplaatst       | niet geplaatst |
| Yuta Wakimoto | sprint    | 9,518         | 9 Q           | Quintero W 9,997  | n.v.t.               | Kenny V +0,021       | Bötticher W 10,323   | Paul V +0,457        | Kenny Awang V +0,325 | niet geplaatst       | niet geplaatst       | niet geplaatst       | niet geplaatst |

Keirin
| atleet        | onderdeel | ronde 1 | herkansing | kwartfinale | halve finale   | finale         |
| atleet        | onderdeel | rang    | rang       | rang        | rang           | rang           |
| ------------- | --------- | ------- | ---------- | ----------- | -------------- | -------------- |
| Yudai Nitta   | keirin    | 1 Q     | n.v.t.     | 6           | niet geplaatst | niet geplaatst |
| Yuta Wakimoto | keirin    | 1 Q     | n.v.t.     | 1 Q         | 5 FB           | 7              |

Omnium
| atleet         | onderdeel | scratchrace | scratchrace | temporace | temporace | afvalrace | afvalrace | puntenrace | puntenrace | totaal punten | rang |
| atleet         | onderdeel | rang        | punten      | rang      | punten    | rang      | punten    | rang       | punten     | totaal punten | rang |
| -------------- | --------- | ----------- | ----------- | --------- | --------- | --------- | --------- | ---------- | ---------- | ------------- | ---- |
| Eiya Hashimoto | omnium    | 8           | 26          | 16        | 10        | 12        | 18        |            | 0          | 54            | 15   |

Vrouwen
Sprint
| atlete         | onderdeel | kwalificaties | kwalificaties | ronde 1              | herkansing 1                   | ronde 2              | herkansing 2               | ronde 3              | herkansing 3         | kwartfinale          | halve finale         | finale               | finale         |
| atlete         | onderdeel | tijd          | rang          | tegenstander uitslag | tegenstander uitslag           | tegenstander uitslag | tegenstander uitslag       | tegenstander uitslag | tegenstander uitslag | tegenstander uitslag | tegenstander uitslag | tegenstander uitslag | rang           |
| -------------- | --------- | ------------- | ------------- | -------------------- | ------------------------------ | -------------------- | -------------------------- | -------------------- | -------------------- | -------------------- | -------------------- | -------------------- | -------------- |
| Yuka Kobayashi | sprint    | 10,711        | 17 Q          | Marchant V +0,612    | Krupeckaitė Marozaitė W 11,335 | Gros V +0,485        | Anastasia Vojnova V +0,275 | niet geplaatst       | niet geplaatst       | niet geplaatst       | niet geplaatst       | niet geplaatst       | niet geplaatst |

Keirin
| atleet         | onderdeel | ronde 1 | herkansing | kwartfinale | halve finale   | finale         |
| atleet         | onderdeel | rang    | rang       | rang        | rang           | rang           |
| -------------- | --------- | ------- | ---------- | ----------- | -------------- | -------------- |
| Yuka Kobayashi | keirin    | 2 Q     | n.v.t.     | 6           | niet geplaatst | niet geplaatst |

Koppelkoers
| atlete                        | onderdeel   | rondespunten   | sprinterspunten | totaal         | rang           |
| ----------------------------- | ----------- | -------------- | --------------- | -------------- | -------------- |
| Yumi Kajihara Kisato Nakamura | koppelkoers | niet gefinisht | niet gefinisht  | niet gefinisht | niet gefinisht |

Omnium
| atlete        | onderdeel | scratchrace | scratchrace | temporace | temporace | afvalrace | afvalrace | puntenrace | puntenrace | totaal punten | rang   |
| atlete        | onderdeel | rang        | punten      | rang      | punten    | rang      | punten    | rang       | punten     | totaal punten | rang   |
| ------------- | --------- | ----------- | ----------- | --------- | --------- | --------- | --------- | ---------- | ---------- | ------------- | ------ |
| Yumi Kajihara | omnium    | 2           | 38          | 5         | 32        | 2         | 38        |            | 2          | 110           | Zilver |

#### BMX
Mannen
Freestyle
| atleet       | onderdeel | plaatsingsronde | plaatsingsronde | finale | finale |
| atleet       | onderdeel | score           | rang            | score  | rang   |
| ------------ | --------- | --------------- | --------------- | ------ | ------ |
| Rim Nakamura | freestyle | 87,67           | 2               | 85,10  | 5      |

Race
| atleet             | onderdeel | kwartfinale | kwartfinale | halve finale   | halve finale   | finale         | finale         |
| atleet             | onderdeel | punten      | rang        | punten         | rang           | uitslag        | rang           |
| ------------------ | --------- | ----------- | ----------- | -------------- | -------------- | -------------- | -------------- |
| Yoshitaku Nagasako | race      | 12          | 5           | niet geplaatst | niet geplaatst | niet geplaatst | niet geplaatst |

Vrouwen
Freestyle
| atlete      | onderdeel | plaatsingsronde | plaatsingsronde | finale | finale |
| atlete      | onderdeel | score           | rang            | score  | rang   |
| ----------- | --------- | --------------- | --------------- | ------ | ------ |
| Minato Oike | freestyle | 61,45           | 8               | 75,40  | 7      |

Race
| atlete         | onderdeel | kwartfinale | kwartfinale | halve finale   | halve finale   | finale         | finale         |
| atlete         | onderdeel | punten      | rang        | punten         | rang           | uitslag        | rang           |
| -------------- | --------- | ----------- | ----------- | -------------- | -------------- | -------------- | -------------- |
| Sae Hatakeyama | race      | 22          | 6           | niet geplaatst | niet geplaatst | niet geplaatst | niet geplaatst |

#### Mountainbiken
Mannen
| atleet         | onderdeel    | tijd          | rang |
| -------------- | ------------ | ------------- | ---- |
| Kohei Yamamoto | mountainbike | 1:32:35 +7:21 | 29   |

Vrouwen
| atlete    | onderdeel    | tijd      | rang |
| --------- | ------------ | --------- | ---- |
| Miho Imai | mountainbike | -3 Ronden | 37   |

#### Wegwielrennen
Mannen
| atleet          | onderdeel    | tijd    | rang |
| --------------- | ------------ | ------- | ---- |
| Yukiya Arashiro | wegwedstrijd | 6.15.38 | 35   |
| Nariyuki Masuda | wegwedstrijd | 6.25.16 | 84   |

Vrouwen
| atleet        | onderdeel    | tijd     | rang |
| ------------- | ------------ | -------- | ---- |
| Hiromi Kaneko | wegwedstrijd | 4.01.08  | 43   |
| Eri Yonamine  | wegwedstrijd | 3.55.13  | 21   |
| Eri Yonamine  | tijdrit      | 34.34,97 | 22   |

### Worstelen

#### Grieks-Romeins
Mannen
| atleet           | onderdeel | eerste ronde         | kwartfinale          | halve finale         | herkansing           | finale / BM          | finale / BM |
| atleet           | onderdeel | tegenstander uitslag | tegenstander uitslag | tegenstander uitslag | tegenstander uitslag | tegenstander uitslag | rang        |
| ---------------- | --------- | -------------------- | -------------------- | -------------------- | -------------------- | -------------------- | ----------- |
| Kenichiro Fumita | −60 kg    | Fergat W 4 - 0       | Walihan W 3 - 1      | Temirov W 3 - 1      | bye                  | Orta V 1 - 3         | Zilver      |
| Shohei Yabiku    | −77 kg    | Zhadrayev W 3 - 1    | Lőrincz V 1 - 3      | niet geplaatst       | Ayet Ikram W 5 - 0   | Ali Geraei W 4 - 1   | Brons       |

#### Vrije stijl
mannen
| atleet          | onderdeel | eerste ronde          | kwartfinale          | halve finale         | herkansing           | finale / BM          | finale / BM |
| atleet          | onderdeel | tegenstander uitslag  | tegenstander uitslag | tegenstander uitslag | tegenstander uitslag | tegenstander uitslag | rang        |
| --------------- | --------- | --------------------- | -------------------- | -------------------- | -------------------- | -------------------- | ----------- |
| Yuki Takahashi  | −57 kg    | Mićić W 3 - 0         | Sanayev V 1 - 3      | niet geplaatst       | niet geplaatst       | niet geplaatst       | 8           |
| Takuto Otoguro  | −65 kg    | Tömör-Ochiryn W 3 - 1 | Muszukajev W 3 - 1   | Rashidov W 3 - 1     | bye                  | Aliyev W 3 - 1       | Goud        |
| Keisuke Otoguro | −74 kg    | Kaisanov V 0 - 5      | niet geplaatst       | niet geplaatst       | niet geplaatst       | niet geplaatst       | 14          |
| Sosuke Takatani | −86 kg    | Goçen V 1 - 3         | niet geplaatst       | niet geplaatst       | niet geplaatst       | niet geplaatst       | 9           |

Vrouwen
| atlete         | onderdeel | eerste ronde          | kwartfinale          | halve finale          | herkansing           | finale / BM          | finale / BM |
| atlete         | onderdeel | tegenstander uitslag  | tegenstander uitslag | tegenstander uitslag  | tegenstander uitslag | tegenstander uitslag | rang        |
| -------------- | --------- | --------------------- | -------------------- | --------------------- | -------------------- | -------------------- | ----------- |
| Yui Susaki     | −50 kg    | Tsogt-Ochiryn W 4 - 0 | Yépez W 4 - 0        | Stadnik W 4 - 0       | bye                  | Sun Y W 10 - 0       | Goud        |
| Mayu Mukaida   | −53 kg    | Essombe W 4 - 0       | Zasina W 4 - 1       | Bat-Ochiryn W 3 - 1   | bye                  | Pang Q W 3 - 1       | Goud        |
| Risako Kawai   | −57 kg    | Camara W 3 - 1        | Bolsaikhany W 3 - 0  | Maroulis W 3 - 1      | bye                  | Kurachkina W 3 - 0   | Goud        |
| Yukako Kawai   | −62 kg    | Ovcharova W 4 - 0     | Johansson W 3 - 1    | Yusein W 3 - 1        | bye                  | Tynybekova W 3 - 1   | Goud        |
| Sara Dosho     | 68 kg     | Mensah                | niet geplaatst       | niet geplaatst        | Zhou F W 3 - 1       | Cherkasova V 0 - 5   | 5           |
| Hiroe Minagawa | 76 kg     | Ochirbatyn W 3 - 0    | Mäe W 3 - 0          | Rotter-Focken V 1 - 3 | bye                  | Zhou Q V 0 - 5       | 5           |

### Zeilen
Mannen
| atleet                          | onderdeel | race | race | race | race | race | race | race | race | race | race | race   | race   | race           | netto punten | eindnotering |
| atleet                          | onderdeel | 1    | 2    | 3    | 4    | 5    | 6    | 7    | 8    | 9    | 10   | 11     | 12     | M              | netto punten | eindnotering |
| ------------------------------- | --------- | ---- | ---- | ---- | ---- | ---- | ---- | ---- | ---- | ---- | ---- | ------ | ------ | -------------- | ------------ | ------------ |
| Makoto Tomizawa                 | RS:X      | 10   | 21   | 11   | 16   | DNF  | 14   | 17   | 11   | 11   | 16   | 11     | 11     | niet geplaatst | 149          | 16           |
| Kenji Nanri                     | Laser     | 27   | 30   | 33   | 19   | 25   | 16   | 24   | 29   | 31   | 18   | n.v.t. | n.v.t. | niet geplaatst | 219          | 30           |
| Kazumasa Segawa                 | Finn      | 18   | 16   | 17   | 12   | 15   | 16   | 19   | 12   | 17   | 5    | n.v.t. | n.v.t. | niet geplaatst | 128          | 16           |
| Jumpei Hokazono Keiju Okada     | 470       | 7    | 4    | 4    | 11   | 13   | 9    | 5    | 4    | 15   | 13   | n.v.t. | n.v.t. | 12             | 82           | 7            |
| Ibuki Koizumi Leonard Takahashi | Skiff     | 17   | 11   | 13   | 11   | 15   | 11   | 4    | 12   | 4    | 8    | 3      | 16     | niet geplaatst | 108          | 11           |

Vrouwen
| atleet                    | onderdeel    | race | race | race | race | race | race | race | race | race | race | race   | race   | race           | netto punten | eindnotering |
| atleet                    | onderdeel    | 1    | 2    | 3    | 4    | 5    | 6    | 7    | 8    | 9    | 10   | 11     | 12     | M              | netto punten | eindnotering |
| ------------------------- | ------------ | ---- | ---- | ---- | ---- | ---- | ---- | ---- | ---- | ---- | ---- | ------ | ------ | -------------- | ------------ | ------------ |
| Yuki Sunaga               | RS:X         | 17   | 24   | 11   | 3    | 5    | 12   | 11   | 22   | 10   | 7    | 14     | 17     | niet geplaatst | 129          | 12           |
| Manami Doi                | Laser Radial | 16   | 9    | 10   | 23   | 11   | 28   | 15   | 16   | 13   | 17   | n.v.t. | n.v.t. | niet geplaatst | 130          | 15           |
| Ai Kondo Miho Yoshioka    | 470          | 6    | 7    | 11   | 15   | 2    | 2    | 12   | 8    | 7    | 8    | n.v.t. | n.v.t. | 16             | 79           | 7            |
| Sena Takano Anna Yamazaki | 49'er        | 7    | 16   | DSQ  | 17   | 16   | DSQ  | 9    | 19   | 11   | 4    | 13     | 15     | niet geplaatst | 149          | 18           |

Gemengd
| atleet                       | onderdeel | race | race | race | race | race | race | race | race | race | race | race | race | race           | netto punten | eindnotering |
| atleet                       | onderdeel | 1    | 2    | 3    | 4    | 5    | 6    | 7    | 8    | 9    | 10   | 11   | 12   | M              | netto punten | eindnotering |
| ---------------------------- | --------- | ---- | ---- | ---- | ---- | ---- | ---- | ---- | ---- | ---- | ---- | ---- | ---- | -------------- | ------------ | ------------ |
| Shibuki Iitsuka Eri Hatayama | Nacra 17  | 12   | 18   | 15   | 12   | 15   | 16   | 14   | 6    | 14   | 19   | 15   | 13   | niet geplaatst | 150          | 15           |

### Zwemmen
Mannen
| atleet                                                                 | onderdeel            | series  | series | halve finale   | halve finale   | finale         | finale         |
| atleet                                                                 | onderdeel            | tijd    | rang   | tijd           | rang           | tijd           | rang           |
| ---------------------------------------------------------------------- | -------------------- | ------- | ------ | -------------- | -------------- | -------------- | -------------- |
| Katsumi Nakamura                                                       | 100 m vrije slag     | 48,48   | 17     | niet geplaatst | niet geplaatst | niet geplaatst | niet geplaatst |
| Katsuhiro Matsumoto                                                    | 200 m vrije slag     | 1.46,69 | 17     | niet geplaatst | niet geplaatst | niet geplaatst | niet geplaatst |
| Ryosuke Irie                                                           | 100 m rugslag        | 52,99   | 5 Q    | 53,21          | 9              | niet geplaatst | niet geplaatst |
| Ryosuke Irie                                                           | 200 m rugslag        | 1.56,97 | 8 Q    | 1.56,69        | 8 Q            | 1.57,32        | 7              |
| Keita Sunama                                                           | 200 m rugslag        | 1.57,07 | 9 Q    | 1.57,16        | 14             | niet geplaatst | niet geplaatst |
| Ryuya Mura                                                             | 100 m schoolslag     | 59,40   | 11 Q   | 59,82          | 13             | niet geplaatst | niet geplaatst |
| Ryuya Mura                                                             | 200 m schoolslag     | 2.09,00 | 8 Q    | 2.08,27        | 6 Q            | 2.08,42        | 7              |
| Shoma Sato                                                             | 100 m schoolslag     | 1.00,04 | 23     | niet geplaatst | niet geplaatst | niet geplaatst | niet geplaatst |
| Shoma Sato                                                             | 200 m schoolslag     | 2.09,43 | 11 Q   | 2.09,04        | 10             | niet geplaatst | niet geplaatst |
| Takeshi Kawamoto                                                       | 100 m vlinderslag    | 51,93   | 20     | niet geplaatst | niet geplaatst | niet geplaatst | niet geplaatst |
| Naoki Mizunuma                                                         | 100 m vlinderslag    | 51,57   | 12 Q   | 51,46          | 10             | niet geplaatst | niet geplaatst |
| Tomoru Honda                                                           | 200 m vlinderslag    | 1.55,10 | 6 Q    | 1.55,31        | 8 Q            | 1.53,73        | Zilver         |
| Daiya Seto                                                             | 200 m vlinderslag    | 1.55,26 | 9 Q    | 1.55,50        | 11             | niet geplaatst | niet geplaatst |
| Daiya Seto                                                             | 200 m wisselslag     | 1.58,15 | 16 Q   | 1.56,83        | 3 Q            | 1.56,22        | 4              |
| Daiya Seto                                                             | 400 m wisselslag     | 4.10,52 | 9      | n.v.t.         | n.v.t.         | niet geplaatst | niet geplaatst |
| Kosuke Hagino                                                          | 200 m wisselslag     | 1.57,39 | 5 Q    | 1.57,47        | 6 Q            | 1.57,49        | 6              |
| Yuki Ikari                                                             | 400 m wisselslag     | 4.12,08 | 11     | n.v.t.         | n.v.t.         | niet geplaatst | niet geplaatst |
| Taishin Minamide                                                       | 10 km open water     | n.v.t.  | n.v.t. | n.v.t.         | n.v.t.         | 1.53.07,5      | 13             |
| Katsumi Nakamura Akira Namba Kaiya Seki Shinri Shioura                 | 4 x 100 m vrije slag | 3.14,44 | 14     | n.v.t.         | n.v.t.         | niet geplaatst | niet geplaatst |
| Kosuke Hagino Katsuhiro Matsumoto Kotaro Takahashi Konosuke Yanagimoto | 4 x 200 m vrije slag | 7.09,53 | 12     | n.v.t.         | n.v.t.         | niet geplaatst | niet geplaatst |
| Ryosuke Irie Naoki Mizunuma Ryuya Mura Katsumi Nakamura                | 4 x 100 m wisselslag | 3.32,02 | 5 Q    | n.v.t.         | n.v.t.         | 3.29,91 NR     | 5              |

Vrouwen
| atlete                                                    | onderdeel            | series  | series | halve finale   | halve finale   | finale         | finale         |
| atlete                                                    | onderdeel            | tijd    | rang   | tijd           | rang           | tijd           | rang           |
| --------------------------------------------------------- | -------------------- | ------- | ------ | -------------- | -------------- | -------------- | -------------- |
| Waka Kobori                                               | 400 m vrije slag     | 4.05,57 | 11     | n.v.t.         | n.v.t.         | niet geplaatst | niet geplaatst |
| Waka Kobori                                               | 800 m vrije slag     | 8.28,90 | 16     | n.v.t.         | n.v.t.         | niet geplaatst | niet geplaatst |
| Miyu Namba                                                | 400 m vrije slag     | 4.13,49 | 20     | n.v.t.         | n.v.t.         | niet geplaatst | niet geplaatst |
| Miyu Namba                                                | 800 m vrije slag     | 8.32,04 | 17     | n.v.t.         | n.v.t.         | niet geplaatst | niet geplaatst |
| Anna Konishi                                              | 100 m rugslag        | 1.00,04 | 16 Q   | 1.00,07        | 13             | niet geplaatst | niet geplaatst |
| Reona Aoki                                                | 100 m schoolslag     | 1.07,29 | 19     | niet geplaatst | niet geplaatst | niet geplaatst | niet geplaatst |
| Kanako Watanabe                                           | 100 m schoolslag     | 1.07,01 | 17     | niet geplaatst | niet geplaatst | niet geplaatst | niet geplaatst |
| Kanako Watanabe                                           | 200 m schoolslag     | 2.24,73 | 18     | niet geplaatst | niet geplaatst | niet geplaatst | niet geplaatst |
| Suzuka Hasegawa                                           | 200 m vlinderslag    | 2.10,43 | 13 Q   | 2.09,42        | 9              | niet geplaatst | niet geplaatst |
| Miho Teramura                                             | 200 m wisselslag     | 2.11,22 | 12 Q   | 2.12,14        | 15             | niet geplaatst | niet geplaatst |
| Yui Ohashi                                                | 200 m wisselslag     | 2.10,77 | 10 Q   | 2.09,79        | 5 Q            | 2.08,52        | Goud           |
| Yui Ohashi                                                | 400 m wisselslag     | 4.35,71 | 3 Q    | n.v.t.         | n.v.t.         | 4.32,08        | Goud           |
| Ageha Tanigawa                                            | 400 m wisselslag     | 4.41,76 | 12     | n.v.t.         | n.v.t.         | niet geplaatst | niet geplaatst |
| Yumi Kida                                                 | 10 km open water     | n.v.t.  | n.v.t. | n.v.t.         | n.v.t.         | 2.01.40,9      | 13             |
| Chihiro Igarashi Rikako Ikee Rika Omoto Natsumi Sakai     | 4 x 100 m vrije slag | 3.36,20 | 9      | n.v.t.         | n.v.t.         | niet geplaatst | niet geplaatst |
| Chihiro Igarashi Nagisa Ikemoto Aoi Masuda Rio Shirai     | 4 x 200 m vrije slag | 7.58,39 | 9      | n.v.t.         | n.v.t.         | niet geplaatst | niet geplaatst |
| Chihiro Igarashi Rikako Ikee Anna Konishi Kanako Watanabe | 4 x 100 m wisselslag | 3.57,17 | 6 Q    | n.v.t.         | n.v.t.         | 3.58,12        | 8              |

Gemengd
| atlete                                                  | onderdeel            | series  | series | halve finale | halve finale | finale         | finale         |
| atlete                                                  | onderdeel            | tijd    | rang   | tijd         | rang         | tijd           | rang           |
| ------------------------------------------------------- | -------------------- | ------- | ------ | ------------ | ------------ | -------------- | -------------- |
| Katsuhiro Matsumoto Rikako Ikee Anna Konishi Shoma Sato | 4 x 100 m wisselslag | 3.44,15 | 9      | n.v.t.       | n.v.t.       | niet geplaatst | niet geplaatst |